# Liste der Kulturdenkmale in Eppingen
In der Liste der Kulturdenkmale in Eppingen sind Bau- und Kunstdenkmale der Stadt Eppingen verzeichnet, die im „Verzeichnis der unbeweglichen Bau- und Kunstdenkmale und der zu prüfenden Objekte“ des Landesamts für Denkmalpflege Baden-Württemberg verzeichnet sind. Dieses Verzeichnis ist nicht öffentlich und kann nur bei „berechtigtem Interesse“ eingesehen werden. Die folgende Liste ist daher nicht vollständig. Sie beruht im Wesentlichen auf dem veröffentlichten Denkmalpflegerischen Werteplan.

Wappen von Eppingen

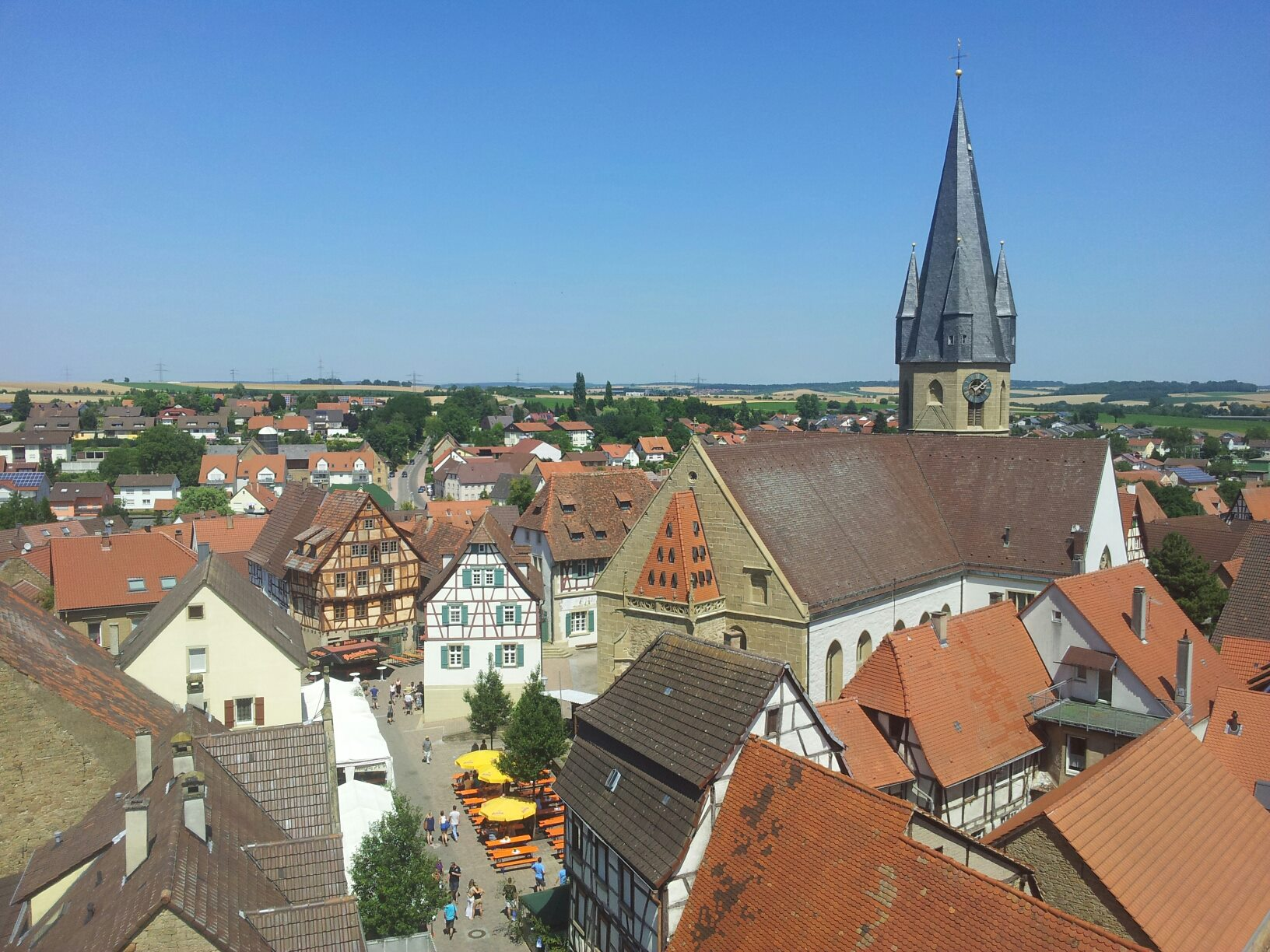
Blick vom Pfeifferturm auf die Stadtkirche in Eppingen, 2013

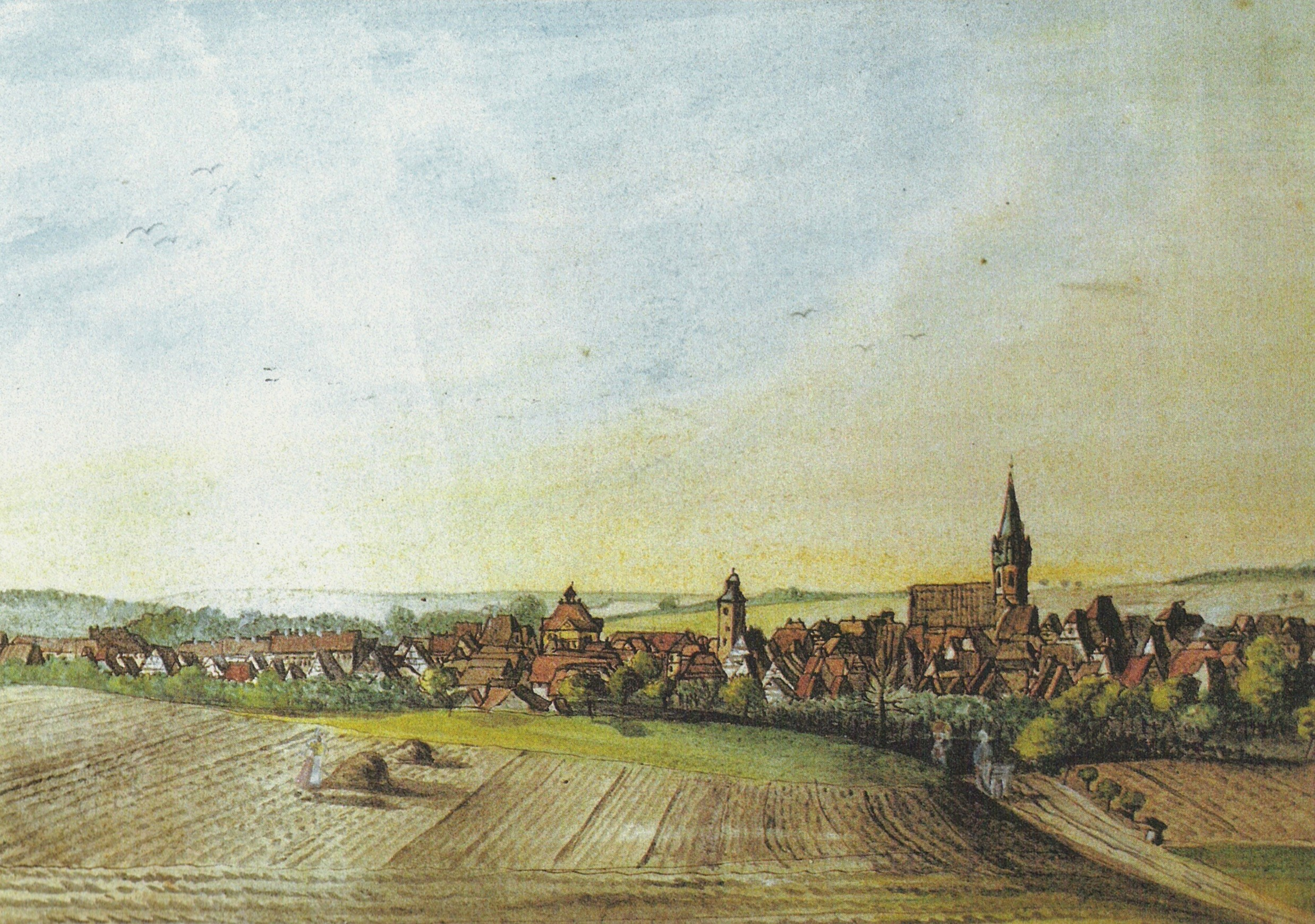
Historische Ansicht Eppingens von Südosten, 1840

## Adelshofen
| Bild           | Bezeichnung                               | Lage                                     | Datierung | Beschreibung             | ID |
| -------------- | ----------------------------------------- | ---------------------------------------- | --------- | ------------------------ | -- |
|                | Alte Schule                               | Adelshofen, Hilsbacher Straße 24 (Karte) |           | Prüffall.                |    |
|                | Hofanlage mit Wohnhaus                    | Adelshofen, Hilsbacher Straße 28 (Karte) |           | Prüffall.                |    |
|                | Tabakscheuer                              | Adelshofen, Hilsbacher Straße 41 (Karte) |           | Prüffall.                | BW |
| Weitere Bilder | Ev. Kirche                                | Adelshofen, Hilsbacher Straße 43 (Karte) |           | Geschützt nach § 2 DSchG |    |
| Weitere Bilder | Rathaus mit Feuerwehrmagazin              | Adelshofen, Richener Straße 7 (Karte)    |           | Geschützt nach § 2 DSchG |    |
|                | Magazingebäude                            | Adelshofen, Richener Straße 15 (Karte)   |           | Geschützt nach § 2 DSchG | BW |
|                | Dammhof, Gutshof der Herren von Gemmingen | Adelshofen, Richener Straße 15 (Karte)   |           | Geschützt nach § 2 DSchG | BW |

## Elsenz
| Bild | Bezeichnung | Lage                                       | Datierung | Beschreibung                                  | ID |
| ---- | ----------- | ------------------------------------------ | --------- | --------------------------------------------- | -- |
|      | Alte Schule | Elsenz, Dr.-Georg-Fischer-Straße 2 (Karte) |           | [ 2 ]                                         |    |
|      | Alte Schule | Elsenz, Sinsheimer Straße 8 (Karte)        |           | [ 2 ]                                         |    |
|      | Wegkreuz    | Elsenz, Essigberg                          | 1998      | Sandsteinkreuz mit Bildnische und Tischsockel |    |

## Eppingen

### Gesamtanlage Eppingen
Die Gesamtanlage Eppingen gemäß § 19 DSchG besteht aus dem Gebiet der zu Anfang des 13. Jahrhunderts gegründeten Stadt einschließlich der darin enthaltenen Kernsiedlung, einem hochmittelalterlichen Reichsdorf und Marktort. Hinzu kommen mit der westlich vorgelagerten St. Petersgasse Teile der im 16. Jahrhundert angelegten Brettener Vorstadt sowie die Rappenauer Straße mit den seit dem ausgehenden 18. Jahrhundert auf dem ehemaligen Stadtgraben entstandenen Modellhäusern. Für Eppingen sind neben der Altstädter Kirche und dem Pfeifferturm als städtebauliche Dominanten zahlreiche bis ins späte Mittelalter zurückreichende Fachwerkhäuser kennzeichnend, die vor allem entlang der Altstadtstraße, der St. Petersgasse und der Kirchgasse stehen.

### Sachgesamtheit Stadtbefestigung gemäß § 2 DSchG
Die Errichtung der Stadtbefestigung  wurde kurz nach der Erhebung zur Stadt um 1220/30 begonnen. Sie umfasste in ovaler Form zunächst das alte Reichsdorf, heute Altstadt genannt, mit zwei Toren, dem Untertor und dem Stadttor, an den beiden Enden der Altstadtstraße. Die westliche Erweiterung wurde Anfang des 16. Jahrhunderts um die Brettener Vorstadt errichtet. Ende 18., Anfang 19. Jahrhundert wurde die Stadtbefestigung weitestgehend geschleift.
Reste der Mauer und des Zwingergrabens sind westlich der Bad- und Kirchgasse erhalten, weiterhin gibt es Grabenreste in Form von Gärten an der Ketten-, Bad- und Lohgasse.

| Bild           | Bezeichnung                   | Lage                 | Datierung              | Beschreibung | ID |
| -------------- | ----------------------------- | -------------------- | ---------------------- | --- | -- |
| Weitere Bilder | Pfeifferturm (Stadtmauerturm) | Kirchgasse 1 (Karte) | Anfang 13. Jahrhundert | Quadratischer Stadtmauerturm, unverputztes Bruchsteinmauerwerk mit Buckelquader-Eckfassungen, kleine rechteckige Fenster, zugemauerte Rundbogentür, Konsolensteine, Walmdach mit Laternenaufsatz, Anfang 13. Jahrhundert, 1829 bis 1859 als Amtsgefängnis genutzt, damals Einbau rechteckiger Fenster, 1866 als Pfeifturm bezeichnet, Dachaufbau Ende 19. Jahrhundert, 1949 Instandsetzung, 2000/02 Sanierung mit Steinmetzarbeiten und Dachdeckung. Der Pfeifferturm wurde gleichzeitig oder kurz nach der Stadtmauer um 1220/30 als wichtigster Stadtturm am westlichen Eingang der Altstadt errichtet. Die Konsolensteine verweisen auf einen ehemaligen Wehrgang und damit auf die Verbindung zur Anfang des 19. Jahrhunderts abgebrochenen Stadtmauer. Als neben dem Kirchturm höchstes Gebäude und wichtigste vertikale Dominante im Stadtbild hat der letzte erhaltene, aber immer schon bedeutendste Turm der ehemaligen Stadtbefestigung neben dem einst wichtigsten Stadttor einen hohen dokumentarischen Wert als hochmittelalterlicher Wehrbau. Geschützt nach §§ 28 (Gebäude) DSchG |    |

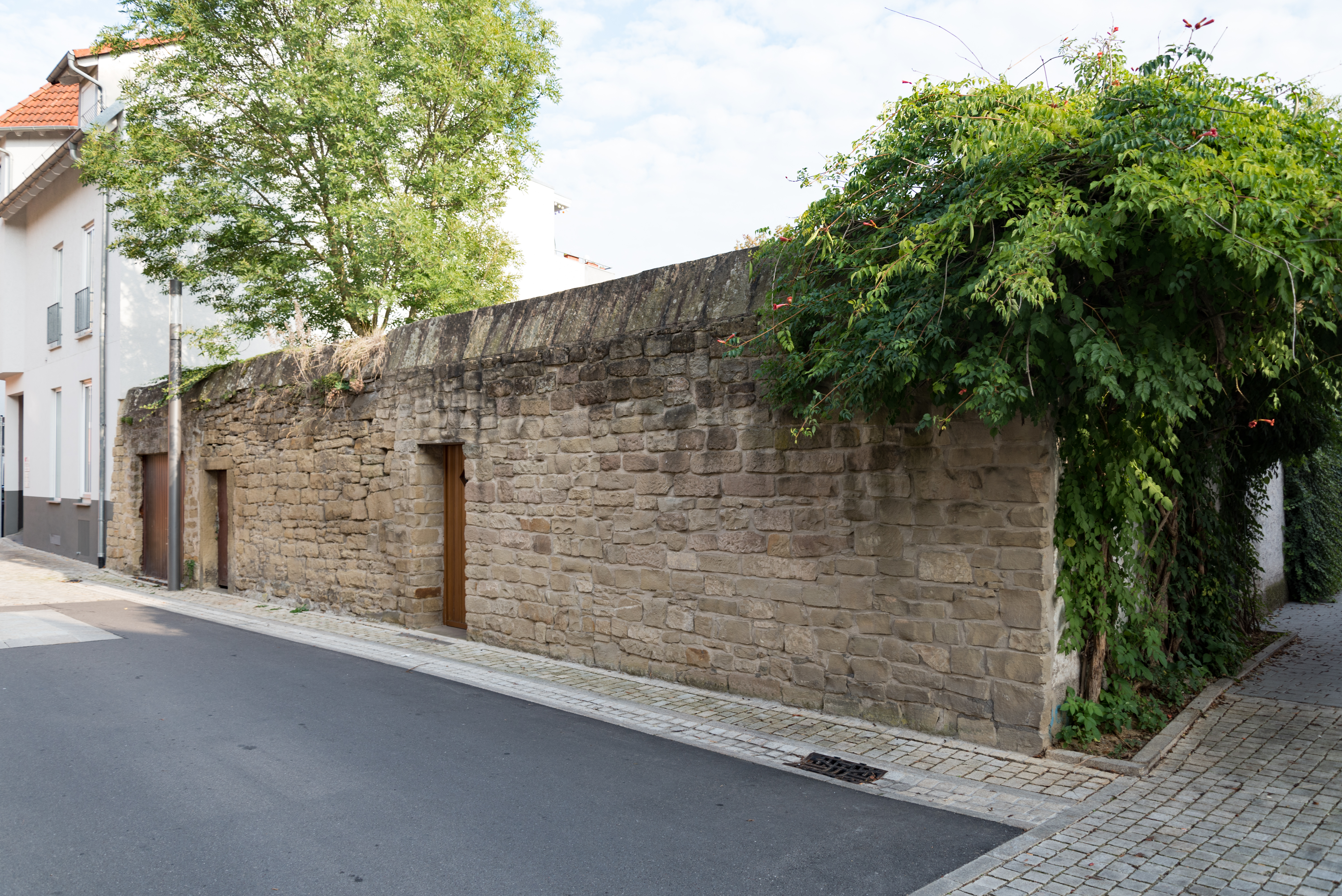
Rest der Stadtmauer in der Leiergasse
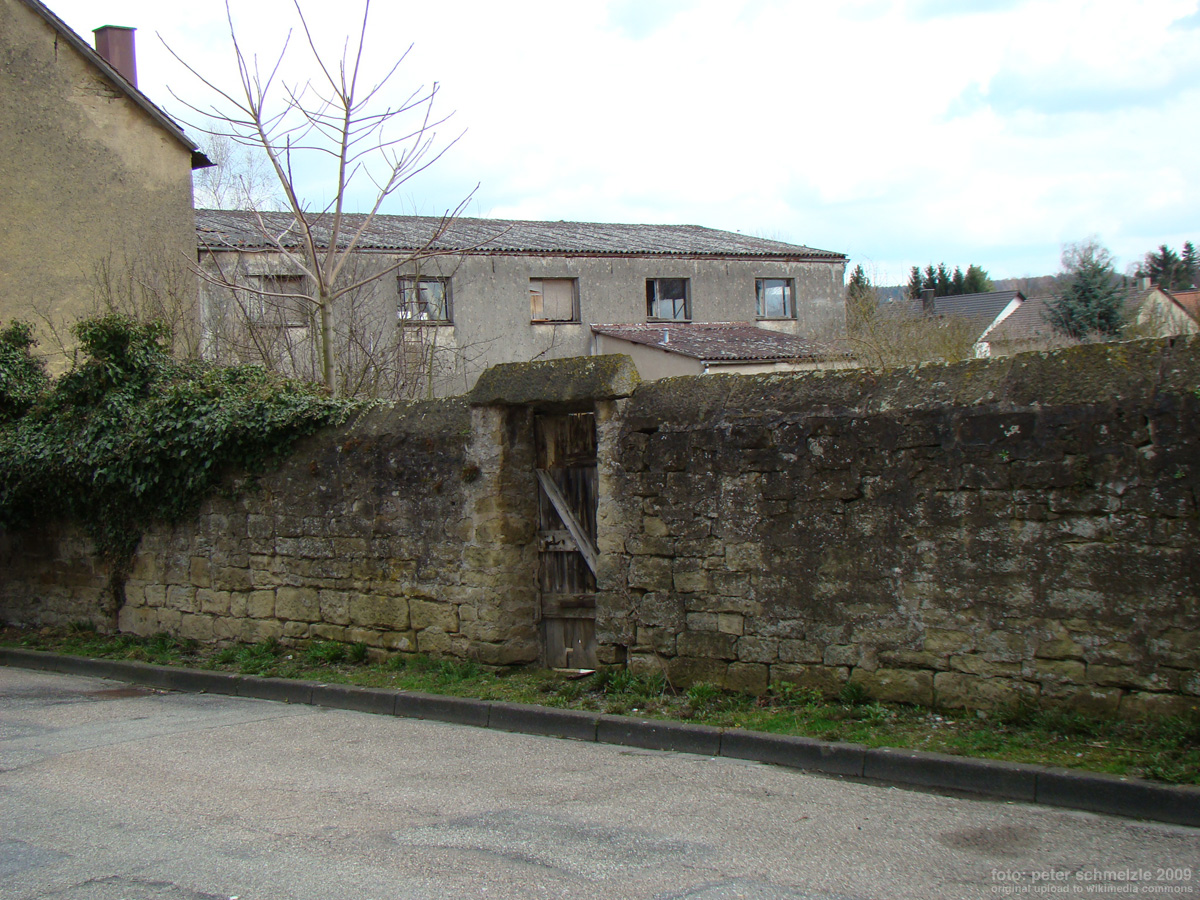
Weiterer Rest in der Leiergasse

### Sachgesamtheit Befestigungswerk „Eppinger Linien“ gemäß § 2 DSchG
Das Befestigungswerk „Eppinger Linien“ stammt aus dem 17. Jahrhundert und hatte eine gesamtlänge von 86 km. Im Gemeindewald von Eppingen sind in den Abteilungen Ortgrund, Hinterer Hornrain, Sommergraben, Schäufelesberg, Teufelsgrund, Kopfrain uns Schanzenschlag Relikte dieser Anlage vorhanden, die nach § 2 DSchG geschützt sind.

| Bild           | Bezeichnung                        | Lage         | Datierung       | Beschreibung             | ID |
| -------------- | ---------------------------------- | ------------ | --------------- | ------------------------ | -- |
| Weitere Bilder | Befestigungswerk „Eppinger Linien“ | Gemeindewald | 17. Jahrhundert | Geschützt nach § 2 DSchG |    |

### Einzeldenkmale
unvollständig

#### A
| Bild           | Bezeichnung                                                         | Lage                                                   | Datierung                 | Beschreibung | ID |
| -------------- | ------------------------------------------------------------------- | ------------------------------------------------------ | ------------------------- | --- | -- |
| Weitere Bilder | Geschäfts- und Wohnhaus                                             | Adelshofener Straße 2 (Karte)                          | 1785                      | Zweigeschossiges Fachwerkhaus mit Krüppelwalmdach, mit Seitenbau zur Rappenauer Straße, kreuzungsbeherrschende Lage |    |
| Weitere Bilder | Wohnhaus                                                            | Adelshofener Straße 2a                                 |                           | Seitenbau zur Rappenauer Straße |    |
| Weitere Bilder | Bauernhaus                                                          | Adelshofener Straße 8 (Karte)                          | 1805                      | Zweigeschossiges Modellhaus |    |
| Weitere Bilder | Bauernhaus                                                          | Adelshofener Straße 10 (Karte)                         | 1807                      | Zweigeschossiges Modellhaus |    |
| Weitere Bilder | Bauernhaus                                                          | Adelshofener Straße 12 (Karte)                         | 1809                      | Zweigeschossiges Modellhaus |    |
| Weitere Bilder | Bauernhaus                                                          | Adelshofener Straße 12a (Karte)                        | 1809                      | Zweigeschossiges Modellhaus |    |
| Weitere Bilder | Bauernhaus                                                          | Adelshofener Straße 13 (Karte)                         | 1842                      | Zweigeschossiges Modellhaus |    |
| Weitere Bilder | Bauernhaus                                                          | Adelshofener Straße 14 (Karte)                         | 1807                      | Zweigeschossiges Modellhaus |    |
| Weitere Bilder | Bauernhaus                                                          | Adelshofener Straße 15 (Karte)                         | 1851                      | Zweigeschossiges Modellhaus, bildet mit Nr. 17 einen geschlossenen Vierseithof |    |
| Weitere Bilder | Bauernhaus                                                          | Adelshofener Straße 16 (Karte)                         | 1810                      | Zweigeschossiges Modellhaus |    |
| Weitere Bilder | Bauernhaus                                                          | Adelshofener Straße 17 (Karte)                         | 1853                      | |    |
| Weitere Bilder | Bauernhaus                                                          | Adelshofener Straße 18 (Karte)                         | 1829                      | Geschlossener Dreiseithof |    |
|                | Sogenannter Zylinderhof                                             | Adelshofener Straße 53 (Karte)                         | 1856                      | Mit traufständigem Mittelbau zwischen giebelständigen Seitenbauten, als ehemalige Zuckerrübensammelstelle und Zichoriendarre das älteste ehemalige Fabrikgebäude in Eppingen | BW |
|                | Brauerei- und Wohngebäude, Wohn- und Geschäftshaus                  | Altstadtstraße 1 (Karte)                               | 1861                      | Zweigeschossiges Wohnhaus, massiv aus Sandsteinquadern, zum Pfeifferturm ohne eigene Giebelwand, Erdgeschoss mit zwei großen Schaufenstern, mittiger und von zwei gusseisernen Pfeilern gerahmten Eingang, seitliche Pilaster, im Obergeschoss Gurtgesimse, Traufe mit Steinkonsolenfries, Satteldach, seitlich abgewinkelte und überbaute Hofdurchfahrt zum Gasthof, darüber Balkon mit gusseisernem Geländer, Satteldach, 1861 als Brauereigebäude mit Wohnraum durch den Gasthof Rößle erbaut, Ladeneinbau Ende des 19. Jahrhunderts (Teil der Sachgesamtheit „Gasthof zum Rößle“). Geschützt nach §§ 2 (Gebäude) DSchG | BW |
| Weitere Bilder | Wohnhaus mit Stallscheune                                           | Altstadtstraße 2 (Karte)                               | 18. Jahrhundert           | Zweigeschossiges Fachwerkhaus, Erdgeschoss massiv und verputzt mit Eckquaderung und profiliertem Gesims zum vorkragenden Obergeschoss, konstruktives Fachwerk mit gekoppelten Fenstern, Satteldach, 18. Jahrhundert mit älterem Kern, 1955 Freilegung des Fachwerkes; rückwärtige Scheune, massiv aus Werksteinen mit Eckquaderung und großem stichbogigem Tor, Satteldach, am Keilstein des Tores 1867 bezeichnet. In dem wohl bald nach dem Dreißigjährigen Krieg entstandenem Haus soll sich einst eine Werkstatt befunden haben. Geschützt nach §§ 2 (Gebäude) DSchG |    |
|                | Gasthaus Adler, Wohn- und Geschäftshaus                             | Altstadtstraße 3 (Karte)                               | um 1750                   | Dreigeschossiges Wohnhaus, massiv und verputzt mit Eckquaderung, Stockwerksgurt zum ersten Obergeschoss, Ostgiebel Fachwerk, Mansarddach, um 1750 als Fachwerkhaus mit massivem Erdgeschoss erbaut, 1840 bei einer umfassenden Umgestaltung Fachwerkwände massiv ersetzt, 2000 Instandsetzung des Daches und der Fassade. Bis 1809 diente das Anwesen als Gasthaus Adler. Später soll es eine jüdische Metzgerei und im Jahr 1928 ein Bekleidungsgeschäft beherbergt haben. Die Westfassade des Hauses wurde sichtbar, als man den Nachfolgebau des 1930 abgebrannten, einst dreigeschossigen Nachbaranwesens im Jahr 2001 für einen Parkplatz abgerissen hatte. Geschützt nach §§ 2 (Gebäude) DSchG | BW |
| Weitere Bilder | Bäckerei, Wohnhaus                                                  | Altstadtstraße 4 (Karte)                               | 17. Jahrhundert           | Dreigeschossiges Fachwerkhaus, Erdgeschoss massiv und verklinkert, geringe Vorsprünge, westliche Traufwand massiv, Satteldach, im Kern 17. Jahrhundert, später Außenwände teilweise massiv ersetzt, Austausch des Giebels, vor 1955 Freilegung des Fachwerkes, Umbau zum Wohnhaus vor 1979. In dem Anwesen befand sich einst eine Bäckerei. Geschützt nach §§ 2 (Gebäude) DSchG |    |
| Weitere Bilder | Stadthaus (sogenannte Ratsschänke), Wohn- und Gasthaus              | Altstadtstraße 5 (Karte)                               | 1483                      | Zweigeschossiges Fachwerkhaus in Ecklage, hohes Sockelgeschoss massiv aus Hau- und Quadersteinen, Fachwerk mit Resten von Bohlenwänden auf der Traufseite, zum Obergeschoss vorkragend, dort ein Balkenkopf mit Adler, Walmdach, 1483 (d), Anfang 20. Jahrhundert Abbruch des dritten Obergeschosses und Aufbau mit Walmdach, 1958 Freilegung des Fachwerkes, 1964 Umbau des Hauseingangs und kleine Änderungen im Innern, 1984 Dachdeckung und Außenrenovierung, 2005/06 umfassende Sanierung, Sicherung und Instandsetzung. Das als Kaplaneihaus der Nikolauspfründe errichtete Gebäude galt mit seiner Bezeichnung 1388 lange Zeit als ältestes Fachwerkhaus Nordbadens, wurde aber inzwischen dendrochronologisch auf 1483 bestimmt. Zwischen 1584 und 1749 war das Gebäude in städtischem Besitz, diente aber nie als Gasthaus. Geschützt nach §§ 28 (Gebäude) DSchG |    |
| Weitere Bilder | Wohnhaus, Gasthof                                                   | Altstadtstraße 6 (Karte)                               | um 1600                   | Dreigeschossiges Fachwerkhaus, Erdgeschoss und erstes Obergeschoss massiv und verputzt, Zierfachwerk mit Feuerböcken, reich profilierte Schwellbalken im Giebel, gekoppelte Fenster, Satteldach mit kleinem Krüppelwalm über Konsole, rückwärtig Halbwalmdach, um 1600, Freilegung des Fachwerkes vor 1954, 1989 Einbau einer Imbissstube mit Toiletten. Östlich des Anwesens stand einst das reich mit Schnitzereien verzierte Zunfthaus Eppingens, das am Ende des Zweiten Weltkrieges zerstört wurde. Geschützt nach §§ 28 (Gebäude) DSchG |    |
| Weitere Bilder | Eichbrunnen                                                         | Altstadtstraße, Ecke Zunfthausgasse Flstnr. 10 (Karte) | 14. Jahrhundert           | Runde Brunnenfassung aus Sandstein, seitlich Halterungen für das einst über dem Brunnen vorhandene Dach, im Kern Röhrenbrunnen aus dem 14. Jahrhundert, 1767 zum Ziehbrunnen umgebaut, später offenbar aufgelöst, vor 1963 wieder ausgegraben und wohl damals mit der heutigen Brunnenfassung versehen. Das Brunnenwasser wurde bis etwa 1750 über Röhren von der außerhalb der Stadt liegenden Brunnenstube beim „Burtzelbacher See“ in die Stadt geleitet. Der Brunnen ist nach einer Funktion des alten Rathaus- bzw. Marktplatzes benannt, denn hier wurden einst die verschiedenste Messgeräte geeicht. Als einst wichtigster Brunnen der Stadt hat der alte Brunnenschacht mit neuerer Fassung einen hohen dokumentarischen Wert für die Geschichte der Wasserversorgung der Stadt Eppingen. Geschützt nach §§ 28 (Bauteil) DSchG |    |
| Weitere Bilder | Specht’sches Haus, Wohnhaus                                         | Altstadtstraße 11 (Karte)                              | 1555                      | Dreigeschossiges Fachwerkhaus in Ecklage, Erdgeschoss massiv und verputzt mit seitlicher Durchfahrt, Fachwerk geschossweise vorkragend, mittig jeweils mit Holzkonsolen, teilweise Schnitzereien, Satteldach, um 1555 erbaut (d), um 1949 Freilegung und Sanierung des Fachwerkes, 1960 Instandsetzung des Daches, 1980 Instandsetzung des Fachwerkes, 1988 Erneuerung der Ostseite, 2003 Reparaturmaßnahmen an der Fassade und an der Decke der seitlichen Durchfahrt. Das rückwärtig einst angrenzende Hinterhaus von 1460/1503 (Altstadtstraße 11/1) wurde abgerissen. Geschützt nach §§ 28 (Gebäude) DSchG |    |
| Weitere Bilder | Wohnhaus                                                            | Altstadtstraße 14 (Karte)                              | 17./18. Jahrhundert       | Zweigeschossiges Fachwerkhaus, Erdgeschoss massiv und verputzt, Fachwerk zum Giebel vorkragend, Satteldach, 17./18. Jahrhundert, 1960/73 Freilegung und Instandsetzung des Fachwerkes, 1987 Einbau neuer Fenster. Geschützt nach §§ 2 (Gebäude) DSchG |    |
| Weitere Bilder | Kleines Baumannsches Haus, Hofanlage (Teil des städtischen Museums) | Altstadtstraße 17 (Karte)                              | um 1752                   | Zweigeschossiges Fachwerkhaus, Erdgeschoss massiv und verputzt mit ehemaliger seitlicher Durchfahrt, diese mit Quadersteinen gefasst, Fachwerk zum Obergeschoss und Giebel jeweils vorkragend, Satteldach, um 1752 erbaut (d); Kulturdenkmale gem. § 2 DSchG sind rückwärtig ein Zwischenbau und eine Scheune (Teil des Sachgesamtheit), überwiegend massiv aus Quadersteinen, teils Fachwerk, Scheune mit Eckquaderung und Toreinfahrt, jeweils Satteldach, Scheune am Kellerabgang 1828 bezeichnet. Geschützt nach §§ 2/28 (Gebäude) DSchG |    |
| Weitere Bilder | Wohnhaus                                                            | Altstadtstraße 18 (Karte)                              | 1820                      | Zweigeschossiges Fachwerkhaus, Erdgeschoss massiv mit zwei Eingängen im Westteil und einer korbbogigen Durchfahrt im Ostteil, Fachwerk mit unterschiedlichen Konstruktionen im Ost- und Westteil, jeweils profilierte Traufe, Mansardwalmdach, an der Tordurchfahrt mit 1820 bezeichnet, im Kern 17. Jahrhundert, 1955 Freilegung des Fachwerkes, 1995 Fassadensanierung. Die unterschiedliche Konstruktion der beiden Hausteile lässt auf zwei Häuser des 17. Jahrhunderts schließen, die man 1820 im Sinne der Modellhäuser unter einer Traufe zusammengefasst und mit einem neuen Dach versehen hat. Geschützt nach §§ 28 (Gebäude) DSchG |    |
| Weitere Bilder | Wohnhaus (Teil des städtischen Museums)                             | Altstadtstraße 19 (Karte)                              | 1591                      | Dreigeschossiges Fachwerkhaus, Erdgeschoss massiv aus Bruch-, Hau- und Quadersteinen, mit Rundbogen-Kellertor, profilierte abgeschrägte Ecke, aufwändiges Zierfachwerk mit leichten Vorkragungen und drei geschnitzten Rosetten im Giebel, teils geschnitzte Eckständer und Fenstereckpfosten, Satteldach, am Kellertor 1591 bezeichnet, 1968/69 Instandsetzung der Rosetten, 1982 Aufkauf des Anwesens durch die Stadt, 2000 umfassende Sanierung als Museum; dazugehörig ist der abgeschrägte zweigeschossige Anbau auf der Ostseite, Erdgeschoss massiv, Obergeschoss Fachwerk, Pultdach, 18./19. Jahrhundert, 1968/69 Freilegung des Fachwerkes. Geschützt nach §§ 28 (Gebäude) DSchG |    |
| Weitere Bilder | Funkenhaus, Wohn- und Geschäftshaus (Bäckerei)                      | Altstadtstraße 20 (Karte)                              | 1513                      | Dreigeschossiges Fachwerkhaus, Erdgeschoss massiv mit Schaufenstern und zwei Eingängen, zur Straße wohl vorgeblendetes Quadermauerwerk, bei der rechten Tür Bezeichnungen und Bäckerwappen, Fachwerk mit Vorstoß zum zweiten Obergeschoss, Satteldach mit rückseitigem Krüppelwalm, 1513 bezeichnet, 1944/45 Kriegsschaden, 1954/55 Freilegung des Fachwerkes und Vergrößerung des Ladens, 1966 erneute Vergrößerung des Ladens unter Einbeziehung der Durchfahrt, 1976 Umbau des Wohnbereiches, 1979 weitere Fachwerkfreilegung und Instandsetzung, 1987 Außen- und Innenrenovierung. Die bezeichneten Steine im Erdgeschoss dürften im Zuge der zahlreichen Umbauten dieser Zone versetzt worden sein. Geschützt nach §§ 28 (Gebäude) DSchG |    |
| Weitere Bilder | Koboldhaus, Wohnhaus                                                | Altstadtstraße 22 (Karte)                              | Ende 16. Jahrhundert      | Dreigeschossiges Fachwerkhaus, Erdgeschoß massiv aus Hausteinen, zentraler Eingang mit Oberlicht, kleines Schaufenster, seitliche Durchfahrt mit Rundbogen, Zierfachwerk mit Vorstößen im Giebel, Eckständer im zweiten Obergeschoss mit geschnitztem Schlüsselpaar und Fischen, Satteldach rückwärtig mit Halbwalm, im Kern Ende 16. Jahrhundert, am Tor 1835 bezeichnet, 1950 Freilegung des Fachwerkes, 1968 Instandsetzung der Fassade und des Daches, 1992 Sanierung, Innerer Umbau mit neuem Treppenhaus, Ausbau des Dachgeschosses; zum Haus gehört ein kleiner Fachwerkanbau auf der Rückseite des Anwesens. Geschützt nach §§ 28 (Gebäude) DSchG |    |
| Weitere Bilder | Wohnhaus                                                            | Altstadtstraße 23 (Karte)                              | Ende 16. Jahrhundert      | Dreigeschossiges Fachwerkhaus, Erdgeschoss massiv und verputzt, Stalleingang mit Oberlicht, Kellerabgang und Hauseingang, Zierfachwerk mit Vorstößen zum zweiten Obergeschoss und im Giebel, im zweiten Obergeschoss teils gekoppelte Fenster, im Giebel zur Straße profilierte Schwellen und ehemalige Aufzugslucke, im rückwärtigen Giebel originaler Holzschiebeladen, Ende 16. Jahrhundert, Erdgeschosszone wohl im 19. Jahrhundert neu gestaltet, 1960/63 Freilegung des Fachwerkes und Instandsetzung der Fassade. Zu dem Anwesen, in dem einst eine Sattlerei ansässig war, gehörte ursprünglich die gegenüberliegende Scheune (siehe Altstadtstraße Flstnr. 139). Das südlich angrenzende Nachbaranwesen (einst Altstadtstraße 21) war offenbar 1918 abgebrannt. Geschützt nach §§ 28 (Gebäude) DSchG |    |
| Weitere Bilder | Gasthof zum Eichbaum, Wohnhaus mit Scheune                          | Altstadtstraße 24 (Karte)                              | 1719                      | Zweigeschossiges Fachwerkhaus in Ecklage, im Sockelgeschoss Rundbogen-Kellertor zur Steingasse, Erdgeschoss massiv und verputzt, Satteldach, am Eckpfosten einst 1719 bezeichnet, 1958 Freilegung des Fachwerkes, 1970 und 1980 Fachwerkinstandsetzungen; gegenüber zugehörige Fachwerkscheune, rechteckige Toreinfahrt, teils mit Sandsteingewänden gefasst, Satteldach, 18. Jahrhundert, 1949/50 Einbau der Garage, 1969 Fachwerkinstandsetzung, 2004/07 Sanierung der Fassade und des Daches. Die im Denkmalbuch genannten Kerbschnitzereien mit der Figur des Wilden Mannes sowie der Bezeichnung 1719 am Eckständer des Gasthauses sind nicht mehr vorhanden. Geschützt nach §§ 2 (Gebäude) DSchG |    |
| Weitere Bilder | Wohnhaus                                                            | Altstadtstraße 25 (Karte)                              | 1. Hälfte 16. Jahrhundert | Dreigeschossiges Fachwerkhaus, Erdgeschoss massiv mit Eckquaderung, teilweise verputzt, ehemalige Stalltür teils vermauert, Fachwerk mit zwei Vorstößen und teilweise verblattet, Satteldach, 1. Hälfte 16. Jahrhundert, ehemaliger Stall im Erdgeschoss wohl im 20. Jahrhundert umgebaut, 1963 Freilegung und Instandsetzung des Fachwerkes. Geschützt nach §§ 28 (Gebäude) DSchG |    |
| Weitere Bilder | Wohn- und Geschäftshaus                                             | Altstadtstraße 26 (Karte)                              | 15. Jahrhundert           | Zweigeschossiges Fachwerkhaus, Erdgeschoss massiv und verputzt mit modernem Ladeneinbau, seitlich zweigeschossiger Anbau mit rechteckigem Tor, Haupthaus Fachwerk ohne Vorstöße, Halbwalmdach mit zum Anbau abgeschlepptem Pultdach, im Kern 15. Jahrhundert, spätere Veränderungen und Erweiterungsbau im 19. Jahrhundert, 1953 Freilegung des Fachwerkes, 1990/92 Sanierung mit Innenumbau und Dachausbau, 2002 Erneuerung der Schaufenster und Fenster im Obergeschoss. 1947 befand sich im Erdgeschoss des Haupthauses eine Sattlerwerkstatt. Geschützt nach §§ 28 (Gebäude) DSchG |    |
|                | Wohnhaus                                                            | Altstadtstraße 27 (Karte)                              | um 1500                   | Zweigeschossiges Wohnhaus mit hohem Sockelgeschoss, massiv und verputzt mit Eckquaderung bis zur Traufe, Stockwerksgurt, seitliche Durchfahrt mit stichbogigem Tor, verblattete Fachwerkkonstruktion mit Unterfirstpfette, Krüppelwalmdach, im Kern um 1500 (Dach, Keller), Massivwände aus dem 19. Jahrhundert, 1992 Erneuerung der Dachdeckung und der Fassade. Im 19. Jahrhundert hatte man die Außenwände des Fachwerkhauses massiv ersetzt, den Dachstuhl und den Keller jedoch unberührt belassen. Geschützt nach §§ 2 (Gebäude) DSchG | BW |
| Weitere Bilder | Wohn- und Geschäftshaus mit Scheune (Hofanlage)                     | Altstadtstraße 28 (Karte)                              | 1. Hälfte 18. Jahrhundert | Zweigeschossiges Fachwerkhaus in Ecklage, Erdgeschoss massiv und verputzt mit Ladeneinbau, Rundbogen-Kellertor im Sockelgeschoss zur seitlichen Gasse, Satteldach zur Straße mit Halbwalm, 1. Hälfte 18. Jahrhundert, Keller wohl noch 17. Jahrhundert, Erdgeschoss nachträglich umgebaut, 1975 Freilegung des Fachwerkes, 1991 Fassadensanierung, 2005 Schaufenster und Tür wohl nach historischem Befund geöffnet; dazugehörig rückwärtige Fachwerkscheune, teilweise massiv, rechteckige Toreinfahrt, mittiger Inschrift-Bundständer, Satteldach, am Bundständer 1770 bezeichnet. In dem Wohnhaus befand sich einst eine Molkerei. Geschützt nach §§ 2 (Gebäude) DSchG |    |
|                | Keller                                                              | Altstadtstraße 29 (Karte)                              | 17. Jahrhundert           | Zwei schmale tonnengewölbte Parallelkeller mit Abgang vom Hof, wohl 17. Jahrhundert; erhaltenswert ist das dazugehörige Haus, zweigeschossiges Wohnhaus mit seitlicher Durchfahrt, Sockel aus Sandsteinquadern, Fachwerk auf der Hofseite über der Durchfahrt, sonst massiv und verputzt, Satteldach mit Schleppgauben, am profilierten Torbogen 1872 bezeichnet, damals unter Verwendung von Teilen des Vorgängerbaues neu errichtet, 1999 Außen- und Innensanierung sowie Dachausbau. Nach dem Gemarkungsplan von 1860/65 stand der Vorgängerbau anstelle des südlichen Wohnteiles giebelständig zur Straße. Geschützt nach §§ 2 (Bauteil) DSchG | BW |
| Weitere Bilder | Doppelhaus mit Scheune                                              | Altstadtstraße 30 und 32 (Karte)                       | Anfang 16. Jahrhundert    | Dreigeschossiges Fachwerkhaus, Erdgeschoss komplett und Obergeschoss zur Straße massiv und verputzt, Eckquaderung bis zum zweiten Obergeschoss, Fachwerk ohne Vorstöße, bei Nummer 32 profilierte Knagge an der Traufe, rückwärtig Fachwerkanbau, Satteldach, durch den Anbau rückwärtig abgeflacht, im Kern Anfang 16. Jahrhundert, Anbau wohl 19. Jahrhundert, Nummer 32 1989 und Nummer 30 1990 unter Verwendung alter Bauteile weitgehend neu errichtet; dazugehörig rückwärtig versetzte Scheune, massiv aus Hausteinen, 19./20. Jahrhundert. Die Scheune bildet zusammen mit der Doppelscheune von Altstadtstraße 34 eine zur Kettengasse traufständig ausgerichtete Scheunenzeile direkt an der ehemaligen Stadtmauer. Geschützt nach §§ 28 (Gebäude) DSchG |    |
| Weitere Bilder | Stallscheune                                                        | Altstadtstraße Flstnr. 139 (Karte)                     | 18. Jahrhundert           | Fachwerkscheune, Erdgeschoss auf der Straßenseite und Giebelseiten (Brandwände) massiv aus Hausteinen, hohe rechteckige Toreinfahrt, Satteldach, 18. Jahrhundert, 1960 Freilegung und Instandsetzung des Fachwerkes. Die Scheune gehörte ursprünglich zum gegenüberliegenden Anwesen Altstadtstraße 23. 1992 war das Gebäude auf zwei Eigentümer verteilt. Geschützt nach §§ 2 (Gebäude) DSchG |    |
| Weitere Bilder | Doppelhaus mit Doppelstallscheune                                   | Altstadtstraße 34 (Karte)                              | 1541                      | Dreigeschossiges Fachwerkhaus in Hanglage, Hanguntergeschoss massiv aus Hausteinen, Erdgeschoss großteils massiv und verputzt mit Rundbogen-Kellertor, Fachwerk mit umlaufenden Vorkragungen, profilierte Schwellen und Andreaskreuze, rückwärtig Fachwerkanbau, Satteldach, 1541 bezeichnet, Anbau wohl 19. Jahrhundert, 1952/59 Fachwerkfreilegung, 1979–81 Instandsetzung der Fassade; dazugehörige Doppelstallscheune, Brandmauern und Erdgeschoss massiv, teils Hausteine, teils verputzt, jeweils zwei Toreinfahrten, zum Hof Galerie, 19./20. Jahrhundert, 1995 Dachsanierung; erhaltenswert eine weitere Scheune rückwärtig zum Anwesen Nummer 32, Fachwerk, Satteldach, 19. Jahrhundert. Geschützt nach §§ 28 (Gebäude) DSchG |    |
| Weitere Bilder | „Bäckerhaus“, Wohn- und Geschäftshaus                               | Altstadtstraße 36 (Karte)                              | 1412                      | Dreigeschossiges Fachwerkhaus in Ecklage, Erdgeschoss zu den Straßenseiten massiv aus Hausteinen mit Eckquaderung, zum Hof Fachwerk, Rokokostuckdecken im ersten Obergeschoss, Dachgeschoss mit teils die Geschosse übergreifenden Streben, Vorbau mit Schwebegiebel, Satteldach, 1412 (d), 1963/69 Fachwerkfreilegung und Instandsetzung, 1990 umfassende Sanierung, 2005 Neuanstrich der Fassaden; dazugehörig rückwärtig zweigeschossiger Anbau, Erdgeschoss massiv aus Hausteinen mit rechteckiger Toreinfahrt, Obergeschoss Fachwerk, Satteldach, 19./20. Jahrhundert, heute Wohnhaus. In dem Haus war lange Zeit eine Bäckerei untergebracht. Das im Kraichgau älteste bekannte Fachwerkhaus hat einen hohen dokumentarischen Wert für die Fachwerkbauweise im späten Mittelalter. Es schließt als markantes Eckhaus die hochwertige Bebauung auf der Ostseite der nördlichen Altstadtstraße zum Parkweg ab und hat mit seinem Anbau als Fluchtpunkt der Kirchgasse zudem städtebaulichen Wert. Geschützt nach §§ 28 (Gebäude) DSchG |    |

#### B
| Bild           | Bezeichnung | Lage                                             | Datierung           | Beschreibung | ID |
| -------------- | --- | ------------------------------------------------ | ------------------- | --- | -- |
|                | Doppelwohnhaus | Badgasse 2 und 4 (Karte)                         | 15. Jahrhundert     | Dreigeschossiges Fachwerkhaus in Hanglage, hohes Sockelgeschoss massiv aus Hausteinen. Nummer 2: Erdgeschoss massiv und verputzt mit Gesims zu den Obergeschossen, diese großteils Fachwerk, zum zweiten Obergeschoss mit Vorstoß, Satteldach, im Kern 15. Jahrhundert, Veränderungen 18./19. Jahrhundert, 1966/69 Freilegung und Instandsetzung der Fassade (Kulturdenkmal gem. § 2 DSchG); Nummer 4: Erd- und erstes Obergeschoss massiv und verputzt, auf der Giebelseite massiv aus unverputzten Hausteinen, sonst Fachwerk, Satteldach, im Kern 15. Jahrhundert, Veränderungen 18./19. Jahrhundert, 1962/65 Freilegung und Instandsetzung der Fassade, Dachdeckung, Modernisierung im Innern, 1981 Fassadeninstandsetzung (Kulturdenkmal gem. § 28 DSchG). Das Anwesen steht in baulichem Verbund mit Kirchgasse 13 und bildet zusammen mit diesem eine spätmittelalterliche Bauzeile auf der Ostseite der südlichen Badgasse. Das Gebäude hat dokumentarischen Wert für die verdichtete Fachwerkbauweise im alten dörflichen Kern der nördlichen Altstadt. Geschützt nach §§ 2,28 (Gebäude) DSchG                              | BW |
|                | Wohnhaus | Badgasse 32 (Karte)                              | 17. Jahrhundert     | Dreigeschossiges verputztes Fachwerkhaus, an der Giebelseite zur Straße nachträglich verkleinertes, ehemaliges Scheunentor, Fachwerk mit jedem Geschoss an der Giebelseite vorkragend, Satteldach, im Kern 17. Jahrhundert, später Umbau des Wirtschaftsteiles zu Wohnzwecken. Geschützt nach §§ 2 (Gebäude) DSchG | BW |
| Weitere Bilder | Wohn- und Geschäftshaus                                                                                            | Bahnhofstraße 6 (Karte)                          | 1568                | Dreigeschossiges Fachwerkhaus, Erdgeschoss massiv und verputzt mit Ladeneinbau, Zierfachwerk vorkragend mit teils profilierten Schwellen, im Giebel ehemalige Aufzugslucke, Satteldach, am Eckständer 1568 bezeichnet, am Eingang 1767 bezeichnet, 1949 Freilegung des Fachwerkes und Einbau des Ladens im Erdgeschoss. Geschützt nach §§ 28 (Gebäude) DSchG |    |
| Weitere Bilder | Fachwerkscheune (Magazin), Wohn- und Geschäftshaus                                                                 | Bahnhofstraße 6/1 (Karte)                        | 17. Jahrhundert     | Dreigeschossige, ehemalige Fachwerkscheune, Erdgeschoss massiv und verputzt mit Ladeneinbau, konstruktives Fachwerk, Satteldach, im Kern wohl 17. Jahrhundert, 1975 zum Wohn- und Geschäftshaus mit Laden ausgebaut, 1995 Erneuerung der Dachkonstruktion und des Giebels. Nach dem Gemarkungsatlas von 1860/65 dürfte die ehemalige Scheune einst zum Anwesen St. Petersgasse 3 gehört haben und steht wohl auch deshalb traufständig mit seiner Rückseite zur Bahnhofstraße. Vor dem Ausbau war im massiven Erdgeschoss ein Einfahrtstor vorhanden. Geschützt nach §§ 2 (Gebäude) DSchG |    |
| Weitere Bilder | Doppelwohn- und Geschäftshaus                                                                                      | Bahnhofstraße 7 und 9 (Karte)                    | 17. Jahrhundert     | Dreigeschossiges Fachwerkhaus in Ecklage, Erdgeschoss massiv und verputzt mit Ladeneinbau, Zierfachwerk ohne Vorsprünge, Satteldach, im Kern 17. Jahrhundert, 1956 Einrichtung einer Schuhmacherei mit Verkauf in Nummer 9, 1964 Erweiterung des Geschäfts in beide Hausteile, 1983 Freilegung des Fachwerkes und Sanierung der Fassade, 1997 Sanierung der Fassade. Im Gemarkungsatlas von 1860/65 war das Haus nicht geteilt. Geschützt nach §§ 2 (Gebäude) DSchG |    |
|                | Inschrifttafel | Bahnhofstraße 8 (Karte)                          | 1732                | Werkstein-Inschrifttafel an der Südfassade im ersten Obergeschoss des Anwesens Bahnhofstraße 8, 1732 bezeichnet, Spolie vom wohl 1732 erbauten Vorgängergebäude; erhaltenswert ist das dreigeschossiges Wohn- und Geschäftshaus in Ecklage, massiv und verputzt, im Erdgeschoss moderne Verkleidung, im ersten Obergeschoss verdachte Fenster, Satteldach, um 1870 errichtet, Erdgeschossverkleidung 2. Hälfte 20. Jahrhundert. Geschützt nach §§ 2 (Bauteil) DSchG | BW |
| Weitere Bilder | St. Peterskapelle, städtisches Kaufhaus, Schafhaus, lutherische Kirche, Schule, Städtisches Bürogebäude (Diakonat) | Bahnhofstraße 10 (Karte)                         | 1520                | Ehemalige St. Peterskapelle, massiv und verputzt, Eckquaderung, acht zu vier Fensterachsen, westliche Giebelseite unverputzte Werksteine, dort im Erdgeschoss geschweifte Fensterumrahmungen, an den Traufseiten vermauerte Reste von Kirchenportalen und Kirchenfenstern, Halbwalmdach mit Schleppgauben, 1520 als Kapelle innerhalb des wenig später aufgelösten Friedhofes erbaut, ab 1556 Nutzung als städtisches Kaufhaus, später auch Schafhaus, 1746/67 Teilumbau als Kirche für die Lutheraner, 1804/06 Erweiterung des Kirchenanteiles, ab 1827 keine Kirchennutzung, 1830 Umbau mit neuen Kellern für multifunktionale Nutzung, u. a. Schule, 1944 Ausbau des Daches mit Gauben, 1966/67 Umbauten für städtische Büronutzung. Das von den Umbauten des 19. und 20. Jahrhunderts geprägte, im Kern jedoch auf die Kapelle von 1520 und die lutherische Kirche des 18. Jahrhunderts zurückgehende Gebäude hat dokumentarischen Wert für kirchliche Entwicklung Eppingens. Zudem gehört das städtebaulich dominante Gebäude zum Kern der Stadterweiterung zu Beginn des 16. Jahrhunderts. Geschützt nach §§ 2 (Gebäude) DSchG |    |
| Weitere Bilder | Doppelwohn- und Geschäftshaus                                                                                      | Bahnhofstraße 11 (Karte)                         | 1470/72             | Zweigeschossiges Fachwerkhaus, Erdgeschoss und Obergeschoss auf den Giebelseiten massiv und großteils verputzt, Giebel zur Bahnhofstraße Fachwerk verputzt, Giebel zur Gerbergasse in sichtbarem Fachwerk mit Verblattungen und Schwebegiebel, Satteldach mit Krüppelwalm zur Bahnhofstraße, 1470/72 (d), Umbauten im 18. Jahrhundert, 1999 innere Umbauten; Kulturdenkmal gem. § 2 DSchG sind die Reste der Stadtmauer auf der Giebelseite, Anfang 13. Jahrhundert. Das zeitweise geteilte Anwesen war vor der Anlage des Ludwigsplatzes auf die Gerbergasse ausgerichtet. Auf der heute rückwärtigen Giebelseite wurde das Fachwerk bis zum Schwebegiebel massiv ersetzt und im Obergeschoss aufgemalt. Das schon vor der Stadterweiterung zu Anfang des 16. Jahrhunderts auf die Stadtmauer aufgebaute Fachwerkhaus hat mit seinem Schwebegiebel hohen dokumentarischen Wert für diese seltene Zierform des Fachwerkbaues im späten Mittelalter. Die Reste der Stadtmauer haben dokumentarischen Wert für den Ausbau des Reichsdorfes zur staufischen Stadt. Geschützt nach §§ 28 (Gebäude) DSchG                                 |    |
| Weitere Bilder | Gefallenendenkmal                                                                                                  | Bahnhofstraße / Ludwigsplatz Flstnr. 183 (Karte) | 1914                | Denkmal, Sockel in Naturstein mit floralen Ornamenten, an zwei Seiten von Brunnenschalen flankiert, auf dem Sockel ein quadratischer Pfeiler mit Bronzetafeln, dort sind die Namen der Kriegsteilnehmer verzeichnet, auf dem Pfeiler Büste des Großherzogs Friedrich I. von Baden, 1914 von dem Karlsruher Bildhauer Herrmann Föry angefertigt. Das Denkmal steht inmitten des Ludwigsplatzes, der Anfang des 19. Jahrhunderts anstelle des ehemaligen Stadtgrabens angelegt worden war (siehe Bahnhofstraße). Ursprünglich grup- pierten sich um das Denkmal große Kastanienbäume. Geschützt nach §§ 2 (Bauteil) DSchG |    |
| Weitere Bilder | Bankgebäude | Bahnhofstraße 23 (Karte)                         | 1904                | Zweigeschossige Villa im Stil des Neobarock |    |
| Weitere Bilder | Zum Schwanen | Bahnhofstraße 26 (Karte)                         | 1901                | Gaststätte mit Saalbau, Werksteinbau im Stil des Historismus |    |
| Weitere Bilder | Spulenkörperfabrik                                                                                                 | Bahnhofstraße 30 (Karte)                         | 1897                | Ehemalige Gaststätte Zur Eisenbahn, zweigeschossiger Werksteinbau mit Zwerchhaus im Stil der Neorenaissance |    |
| Weitere Bilder | Postamt | Bahnhofstraße 34 (Karte)                         | 1890                | Dreigeschossiger Werkstein- und Backsteinbau im Stil der Neorenaissance |    |
|                | Eppinger Bahnhof                                                                                                   | Bahnhofstraße (Karte)                            | 1879                | Zwei hohe Seitenrisalite mit Pyramidaldach werden durch einen niedrigen Mittelbau verbunden, straßenbildprägend | BW |
|                | Weinberghäuschen                                                                                                   | Bienhalde 2 (Karte)                              |                     | Geschützt nach § 2 DSchG | BW |
|                | Kniestockhaus | Bismarckstraße 19 (Karte)                        | um 1900             | massives Wohnhaus mit Jugendstilportal | BW |
| Weitere Bilder | Gasthof Ochsen, Alte Post, Wohn- und Geschäftshaus                                                                 | Brettener Straße 2 und 2/1 (Karte)               | 1719                | Dreigeschossiges Fachwerkanwesen in Ecklage, Haupthaus Nr. 2: Erdgeschoss massiv und verputzt mit Eckquaderung und Ladeneinbau, Zierfachwerk mit profilierten Schwellen und geschnitzten Bundständern, Satteldach mit Drittelwalm zum Marktplatz, 1588 bezeichnet, Westflügel 1719 (d) ergänzt, 1756 (d) neues Dach; Nebenhaus Nr. 2/1: Erdgeschoss massiv mit seitlicher Toreinfahrt, an Nordseite Außentreppe zum Obergeschoss, konstruktives Fachwerk mit profilierten Schwellen, Satteldach mit Krüppelwalm, 1717 bezeichnet und erbaut, rückwärtig ehemaliger Stall ebenfalls 1717; 1961 und um 1984 Instandsetzung der Fassaden. 1742 hatte der Ochsenwirt das Posthalterpatent erhalten. Das Doppelanwesen begrenzt im Westen den mit der Stadterweiterung zu Anfang des 16. Jahrhunderts gebildeten Marktplatz. Geschützt nach §§ 28 (Gebäude) DSchG |    |
| Weitere Bilder | Wohn- und Geschäftshaus, Café                                                                                      | Brettener Straße 3 (Karte)                       | 18./19. Jahrhundert | Zweigeschossiges Fachwerkhaus in Eck- und Hanglage, Hanguntergeschoß massiv aus Hausteinen, Erdgeschoss massiv und verputzt mit Ladeneinbau, konstruktives Fachwerk ohne Vorstöße, Satteldach mit Krüppelwalm zum Marktplatz, 18./19. Jahrhundert Erdgeschoss um 1950 überformt; dazugehörig rückwärtig angebauter Scheunenteil, massiv und verputzt mit Rundbogentor, Krüppelwalmdach, am Torbogen 1812 oder 1842 bezeichnet; 1979/71 Instandsetzung der Fassade, Neuanstrich, 1988 Sanierung von Dach und Fassade. Im Jahr 1905 hatte ein Konditor das Anwesen gekauft. Geschützt nach §§ 2 (Gebäude) DSchG |    |
| Weitere Bilder | Werksteinhaus | Brettener Straße 5 (Karte)                       |                     | |    |
| Weitere Bilder | Fachwerkhaus | Brettener Straße 7 (Karte)                       | 1573                | Dreigeschossiges Wohn- und Geschäftshaus mit zwei Fachwerkstockwerken auf massivem Sockelgeschoss. Der Name des Bauherrn Sigmund Klebsattel ist bei der Datierung in der Erdgeschosswand eingehauen. Beim Neidkopf an der Hausecke zur Metzgergasse befindet sich eine weitere Inschrift, die als Besitzer im Jahr 1660 Stefanus Teifenbacher nennt. |    |
| Weitere Bilder | Werksteinhaus | Brettener Straße 7a                              | 1910                | Dreigeschossiges, zu Nr. 7 gehöriges Wohn- und Geschäftshaus im Stil der Neogotik |    |
| Weitere Bilder | Fachwerkhaus | Brettener Straße 8 (Karte)                       | 1615                | Dreigeschossiges Wohn- und Geschäftshaus mit zweigeschossigem vorkragenden Giebel |    |
| Weitere Bilder | Fachwerkhaus | Brettener Straße 10 (Karte)                      |                     | Dreigeschossiges Wohnhaus mit zweigeschossigem vorkragenden Giebel und bildhauerischem Schmuck. Das Gebäude stammt wohl noch aus dem 16. Jahrhundert, trägt aber an einem der Konsolsteine auf einem von einem geflügelten Wesen gehaltenen Schild neben Initialen die Jahreszahl 1645, die wohl auf einen Besitzerwechsel an jenem Jahr hinweist. |    |
| Weitere Bilder | Torbogen | Brettener Straße 8/10 (Karte)                    | 1748                | |    |
| Weitere Bilder | Zum Adler | Brettener Straße 11 (Karte)                      | um 1800             | Dreigeschossiges Wohn- und Geschäftshaus mit zweigeschossigem Fachwerkgiebel |    |
| Weitere Bilder | Modelldoppelhaus                                                                                                   | Brettener Straße 14/16 (Karte)                   | 1848                | Traufständiges dreigeschossiges Wohn- und Geschäftshaus im Stil des Klassizismus, ehemals mit mittiger Rundbogendurchfahrt |    |
| Weitere Bilder | Modellhaus | Brettener Straße 20 (Karte)                      | 1848                | Dreigeschossiges Wohnhaus im Stil des Klassizismus |    |
| Weitere Bilder | Fachwerkhaus | Brettener Straße 22 (Karte)                      | 1645/1707           | Dreigeschossiges Handwerker- und Wohnhaus mit zweigeschossigem Giebel |    |
| Weitere Bilder | Modellhaus | Brettener Straße 24 (Karte)                      | 1849                | Traufständiges dreigeschossiges Wohn- und Geschäftshaus mit Segmentbogendurchfahrt |    |
| Weitere Bilder | Modellhaus | Brettener Straße 26 (Karte)                      | 1848                | Dreigeschossiges Wohn- und Geschäftshaus |    |
| Weitere Bilder | Fachwerkhaus | Brettener Straße 30 (Karte)                      | 1748                | Zweigeschossiges Handwerker- und Wohnhaus mit zweigeschossigem vorkragenden Giebel (im Erdgeschoss war bis Mitte der Siebziger Jahre eine Schmiede mit offener Feuerstelle untergebracht) |    |
| Weitere Bilder | Fachwerkhaus | Brettener Straße 32 (Karte)                      | 1573                | Dreigeschossiges Wohnhaus mit zweigeschossigem vorkragenden Giebel |    |
|                | Zur Sonne | Brettener Straße 34 (Karte)                      | 1812                | erbaut 1812 von Michel Thomä, zweigeschossiges Modellhaus, genutzt als Hotel, Wirtschaft und Wohnhaus (abgerissen und neu überbaut). Das großherzogliche Bezirksamt Eppingen erteilte erstmals 1883 die Gaststätten-Erlaubnis an Konrad Thomä, Nachfolger: Johannes Thomä (1900), Metzger Gustav Kugler (1925), Wilhelm Wagner (1930), Emma Mayer (1933), Ludwig Zimmermann (1938), Karl Auchter (1942), Hans Vogel (1956), Maria Glesing (1962), Gerhard Hecker (1975 bis zur Schließung 1988) |    |
| Weitere Bilder | Hoftor | Brettener Straße 32/34 (Karte)                   |                     | gemauerter Rundbogen zwischen Fachwerk- und Modellhaus, ursprünglich Hoftor mit 2 Holztüren, der dahinter liegende Hof wurde von den Häusern 32 und 34 gemeinsam benutzt |    |
| Weitere Bilder | Modellhaus | Brettener Straße 38 (Karte)                      | 1783                | Barockes Handwerker- und Bauernwohnhaus mit Rundbogentor |    |
| Weitere Bilder | Modellhaus | Brettener Straße 40 (Karte)                      | 1830                | Zweigeschossiges Wohnhaus mit Rundbogendurchfahrt |    |
| Weitere Bilder | Modellhaus | Brettener Straße 42 (Karte)                      | 1852                | Zweigeschossiges Bauernhaus mit Rundbogendurchfahrt |    |
|                | Werksteinhaus | Brettener Straße 43 (Karte)                      | 1887                | Dreigeschossiges Geschäfts- und Wohnhaus | BW |
| Weitere Bilder | Modellhaus | Brettener Straße 44 (Karte)                      | 1911                | Zweigeschossiges Wohnhaus mit Segmentbogendurchfahrt |    |
| Weitere Bilder | Brunnen | Brettener Straße 47 (Karte)                      |                     | Brunnenschacht aus Sandstein aus dem 16. Jahrhundert, mit neuem Überbau |    |
| Weitere Bilder | Modellhaus | Brettener Straße 51 (Karte)                      | 1812                | Zweigeschossiges Geschäfts- und Wohnhaus im Zopfstil mit Rundbogendurchfahrt, ehemals Gasthaus Zum Engel |    |
| Weitere Bilder | Amtshaus | Brettener Straße 57 (Karte)                      | 1781/84             | erbaut als Villa des Stadtschultheißen Konrad Erckenbrecht und als erstes Haus vor dem Vorstädter Tor. Zweigeschossiges Büro- und Wohngebäude mit vasenbekröntem Rundbogentor, Terrasse mit Werksteinbrüstung, kam vom Erbauer in den Besitz des Pfarrers Ziegler und von diesem 1814 an die Stadt Eppingen, die es dem Bezirksamt Eppingen zur Verfügung stellte. Heute genutzt als Polizeirevier. |    |
| Weitere Bilder | Modellhaus | Brettener Straße 60 (Karte)                      | 1822                | Zweigeschossiges Wohnhaus mit Rundbogendurchfahrt |    |
| Weitere Bilder | Modellhaus | Brettener Straße 62 (Karte)                      | 1838                | Zweigeschossiges Wohnhaus mit Rundbogentor |    |
| Weitere Bilder | Städtisches Krankenhaus                                                                                            | Brettener Straße 64 (Karte)                      | 1894/95             | Dreiflügeliger Werksteinbau mit Walmdach und Glockentürmchen |    |
| Weitere Bilder | Modellhaus | Brettener Straße 79 (Karte)                      | 1849                | Zweigeschossiges Bauernhaus mit Segmentbogendurchfahrt, Beginn einer bis zum Stadtrand reichenden, zusammengebauten Häuserreihe |    |
| Weitere Bilder | Modellhaus | Brettener Straße 81 (Karte)                      | 1864                | Zweigeschossiges Bauernhaus mit Segmentbogendurchfahrt |    |
| Weitere Bilder | Modellhaus | Brettener Straße 83 (Karte)                      | um 1874             | Zweigeschossiges Bauernhaus mit Segmentbogendurchfahrt |    |
| Weitere Bilder | Modellhaus | Brettener Straße 85 (Karte)                      | 1900                | Zweigeschossiges Bauernhaus mit Durchfahrtstor |    |
| Weitere Bilder | Modellhaus | Brettener Straße 87 (Karte)                      | 1850                | Zweigeschossiges Bauernhaus mit Rundbogendurchfahrt |    |
|                | Modellhaus | Brettener Straße 89 (Karte)                      | 1850                | Zweigeschossiges Bauernhaus mit Rundbogendurchfahrt (alte Hausnummer: 87a) | BW |
| Weitere Bilder | Modellhaus | Brettener Straße 91 (Karte)                      | 1889                | Zweigeschossiges Bauernhaus mit Segmentbogendurchfahrt (alte Hausnummer: 89) |    |

#### E
| Bild           | Bezeichnung                                    | Lage                | Datierung | Beschreibung | ID |
| -------------- | ---------------------------------------------- | ------------------- | --------- | --- | -- |
| Weitere Bilder | Wohnstallhaus mit Küferei, Wohnhaus (Prüffall) | Eichgasse 4 (Karte) | 1802/1807 | Zweigeschossiges Fachwerkhaus in Ecklage, Erdgeschoss massiv und verputzt, Handwerkszeichen der Küfer über dem Eingang, Obergeschoss und Südgiebel verputztes Fachwerk, Nordgiebel freiliegend, Satteldach, am Eingang 1802/1807 bezeichnet; nach Süden zweigeschossiger Anbau, Erdgeschoss massiv, Obergeschoss Fachwerk, Pultdach, 19. Jahrhundert. Geschützt nach §§ 2 (Gebäude) DSchG |    |

#### F
| Bild           | Bezeichnung                                   | Lage                   | Datierung            | Beschreibung | ID |
| -------------- | --------------------------------------------- | ---------------------- | -------------------- | --- | -- |
|                | Fachwerkhaus                                  | Färbergasse 2 (Karte)  |                      | Zweigeschossiges verputztes Wohnhaus mit zweigeschossigem Giebel, vorspringender Nordgiebel mit Altane, letztes Färberhaus in Eppingen |    |
|                | Fachwerkscheune                               | Färbergasse 4a (Karte) |                      | Massives Gebäude mit zweigeschossigem Fachwerkgiebel nach Süden | BW |
| Weitere Bilder | „Alte Universität“, Fachwerk- und Stadtmuseum | Fleischgasse 2 (Karte) | 1495                 | Dreigeschossiges Fachwerkhaus in Ecklage, Rundbogen-Kellertor im massiven Sockelgeschoss, Erdgeschoss massiv und verputzt mit großen Spitzbogenfenstern und barockem Portal, verblattetes Fachwerk mit umlaufenden Vorstößen, am Südwesteck des ersten Obergeschosses dichte Fensterreihung (Saal), Halbwalmdach, nach Bezeichnung 1495 als städtisches Fleischhaus mit Saal erbaut, 1564/65 von der Universität Heidelberg genutzt, 1749 Privatisierung und Umbau zum Wohnhaus (barocker Eingang), 1952–59 Freilegung des Fachwerkes und der Erdgeschossfenster sowie Sanierung, 1973 von der Stadt aufgekauft, 1983 bis 1987 umfassende Sanierung. 1749 wurde das Anwesen auch als Judenschule genutzt, von 1821 bis 1873 gehörte die Hälfte des Hauses der Judenschaft. Geschützt nach §§ 28 (Gebäude) DSchG |    |
| Weitere Bilder | Wohnhaus                                      | Fleischgasse 5 (Karte) | 17. Jahrhundert      | Zweigeschossiges Fachwerkhaus, hohes Unter- und Erdgeschoss massiv aus Hausteinen, Fachwerk mit rautenförmig gekreuztem Strebewerk im Giebel, Satteldach, 17. Jahrhundert mit älterem Kern, 1955 Freilegung des Fachwerkes und Instandsetzung. In der Baulücke nördlich des Hauses stand einst ein noch etwas höheres und ebenfalls giebelständiges Anwesen. Geschützt nach §§ 2 (Gebäude) DSchG |    |
| Weitere Bilder | Geschnitzter Eckständer                       | Fleischgasse 9 (Karte) | Ende 16. Jahrhundert | Geschnitzter Eckständer im zweiten Obergeschoss und Fensterpfosten im Giebel des Anwesens Fleischgasse 9, Ende 16. Jahrhundert. Als man 1963 das Anwesen des 17. und 20. Jahrhunderts aufstockte – das Haus soll schon ursprünglich einmal dreigeschossig gewesen sein – baute man die beiden, vom abgerissenen Anwesen Brettener Straße 15 stammenden und zwischenzeitlich im Museumsmagazin gelagerten Spolien ein. Geschützt nach §§ 2 (Bauteil) DSchG |    |

#### H
| Bild           | Bezeichnung       | Lage                           | Datierung | Beschreibung | ID |
| -------------- | ----------------- | ------------------------------ | --------- | --- | -- |
|                | Gefallenendenkmal | Hardtwald                      |           | Geschützt nach § 2 DSchG |    |
| Weitere Bilder | Villa Elsa        | Heilbronner Straße 2 (Karte)   | 1903      | massiver zweigeschossiger Bau im Stil der Neogotik mit Loggia und Treppenturm. Der Garten wurde einst von dem Treppengeländer der alten Volksschule von 1881 eingezäunt |    |
| Weitere Bilder | Wohnhaus          | Hermann-Hesse-Straße 9 (Karte) | 1928      | Gartenstadtstil, eingeschossiges Gebäude mit Mansarddach |    |
|                | Wohnhaus          | Hindenburgstraße 1 (Karte)     | 1926      | erbaut vom Gewerbeverein im Gartenstadtstil, zweigeschossiges Gebäude mit Walmdach                                                                                      | BW |
|                | Grabendurchlass   | Hungerberg 2                   |           | Feldsteingewölbe unter dem Feldweg zum Knebelseck am Waldrand |    |

#### K
| Bild           | Bezeichnung | Lage                                           | Datierung                 | Beschreibung | ID                       |
| -------------- | --- | ---------------------------------------------- | ------------------------- | --- | ------------------------ |
| Weitere Bilder | Ehemals Amtsgericht | Kaiserstraße 1 (Karte)                         | 1873                      | Zweigeschossiger Werksteinbau mit Vollwalmdach | Wikidata-Objekt anzeigen |
| Weitere Bilder | Ehemalige Höhere Bürgerschule, Eppingen                                                                                            | Kaiserstraße 2 (Karte)                         | 1867/69                   | Dreigeschossiger Werksteinbau mit Vollwalmdach, beherbergte von 1945 bis 1972 das Gymnasium, heute Kraichgau-Sonderschule |                          |
| Weitere Bilder | Evangelisches Pfarrhaus | Kaiserstraße 3 (Karte)                         |                           | Zweigeschossiger Werksteinbau mit Walmdach |                          |
| Weitere Bilder | Alte Volksschule | Kaiserstraße 4 (Karte)                         | 1881                      | Dreigeschossiger Werksteinbau mit Walmdach |                          |
| Weitere Bilder | Evangelische Stadtkirche | Kaiserstraße 10 (Karte)                        | 1876/79                   | erbaut nach Plänen von Ludwig Diemer als Ersatz für die Altstädter Kirche, dreischiffiger neuromanischer Werksteinbau auf dem Grundriss des lateinischen Kreuzes mit 5/8-Chorschluss und quadratischem Westturm |                          |
| Weitere Bilder | Modellhaus | Kaiserstraße 11 (Karte)                        | 1873                      | Zweigeschossiges bürgerliches Wohnhaus mit Segmentbogendurchfahrt |                          |
| Weitere Bilder | Altes Forstamt | Kaiserstraße 12 (Karte)                        | 1886                      | Zweigeschossiger Werksteinbau mit Walmdach, später als Villa E. Zorn bekannt. Im Garten soll sich ein ebenfalls als Kulturdenkmal ausgewiesener Steintisch vermutlich mittelalterlichen Ursprungs aus der alten Altstädter Kirche befinden |                          |
|                | Modellhaus | Kaiserstraße 13 (Karte)                        | 1871                      | Zweigeschossiges bürgerliches Wohnhaus mit Segmentbogendurchfahrt | BW                       |
| Weitere Bilder | Wohnhaus | Kettengasse 2 (Karte)                          | 1725                      | Zweigeschossiges Fachwerkhaus in Ecklage, Erdgeschoss massiv, zur Gerbergasse unverputzte Hausteine, zur Kettengasse verputzt mit Garageneinbau, konstruktives Fachwerk ohne Vorstöße, Satteldach, 1725 erbaut, 1959 Freilegung des Fachwerkes, Sanierung um 1975. Geschützt nach §§ 2 (Gebäude) DSchG |                          |
| Weitere Bilder | Wohnhaus | Kettengasse 5 (Karte)                          | 1772                      | Zweigeschossiges Fachwerkhaus in Ecklage, Erdgeschoss massiv und verputzt, aufwendige Eckpilaster mit bildhauerisch gestalteten Engelsköpfen, teils gekehlte Fenstergewände, vermauerte Kellerfenster und Stalltür, Steinprofil zum Obergeschoss, Zierfachwerk mit Vorstößen, steiles Mansarddach, am Keilstein der Tür 1772 bezeichnet, im Kern 16. Jahrhundert, 1986 Renovierung der Fassade, 1996 Instandsetzung der Fassade und kleine Maßnahmen im Innern, teilweise neue Fenster. Das Anwesen bildet zusammen mit den Anwesen Kettengasse 6 und 9 die so genannte Dreistilecke. Geschützt nach §§ 28 (Gebäude) DSchG |                          |
| Weitere Bilder | Wohnhaus | Kettengasse 6 (Karte)                          | 1607                      | Dreigeschossiges Fachwerkhaus in Ecklage, Erdgeschoss massiv und verputzt mit abgeschrägter und profilierter Ecke, Eckquaderung, gekehlter Rundbogeneingang, zur Zunfthausgasse rechteckiger Kellereingang, Steinsims zum Obergeschoss, Zierfachwerk mit Vorstößen, teils profiliert und farbig gefasst, Satteldach, nach neuer Haustafel 1607 erbaut, 1976 Freilegung des Fachwerkes, 1983 Umbau- und Außenrenovierung sowie Dachdeckung; nach Süden kleiner Anbau mit Altane, 18./19. Jahrhundert. Die an die Altane einst anschließende Scheune wurde bei der Sanierung 1989/92 durch einen Neubau ersetzt. Geschützt nach §§ 28 (Gebäude) DSchG |                          |
| Weitere Bilder | „Schwärzles-Haus“, Wohnhaus | Kettengasse 9 (Karte)                          |                           | Dreigeschossiges Fachwerkhaus in Ecklage, Erdgeschoss und erstes Obergeschoss an der Traufseite zur Zunfthausgasse massiv aus Hausteinen, Rundbogen-Kellertor und ehemaliger Stalleingang zur Kettengasse, Fachwerk mit Verblattungen und teils umlaufenden Vorstößen über Knaggen, wandhohe und gekreuzte Streben, Satteldach, am Kellertor 1488 bezeichnet, Türstein 1764 bezeichnet, 1990/92 umfassende Sanierung. Die Erbauung des Hauses im Jahr 1488 wurde dendrochronologisch bestätigt. Bei dem 1764 bezeichneten Türstein handelt es sich um eine zuletzt bei der Sanierung erneut versetzte Spolie. Zum Haus gehörte einst die gegenüber befindliche Scheune (siehe Kettengasse Flstnr. 202). Das älteste Anwesen in der „Dreistilecke“ hat mit seiner repräsentativen Fachwerkgestaltung des ausgehenden Mittelalters und seiner für die Bauzeit fortschrittlichen Bauweise hohen dokumentarischen Wert für das Bauen und Wohnen eines städtischen Bürgers der damaligen Zeit. Geschützt nach §§ 28 (Gebäude) DSchG |                          |
| Weitere Bilder | Bäckerei, Wohnhaus | Kettengasse 11 (Karte)                         | 1819                      | Zweigeschossiges Haus, verputzt und wohl massiv, ohne eigene Außenwand an Nummer 13 angebaut, zwei Eingänge, Eckquaderung und Stockwerksband, Kastengesims an der Traufe, Satteldach mit Schleppgauben, 1819 bezeichnet (Inschrifttafel), 2004/05 Innensanierung und Außen- sowie Dachinstandsetzung. Die östliche Eingangstür (rechts) diente einst als Zugang zur Bäckerei. Geschützt nach §§ 2 (Gebäude) DSchG |                          |
| Weitere Bilder | Wohnhaus | Kettengasse 13 (Karte)                         | 1. Hälfte 16. Jahrhundert | Dreigeschossiges Haus, verputzt und zur Straße massiv, Giebel in Fachwerk, versetzte Fensteröffnungen, Dachstuhl teils mit Verblattungen, im Kern 1. Hälfte 16. Jahrhundert (Teile des Dachstuhles), im frühen 19. Jahrhundert Straßenfassade massiv ausgetauscht, 1984 Dacherneuerung und Instandsetzung, 2006 Einbau neuer Haustür. Die versetzten Fensteröffnungen bzw. Stockwerke gelten als Indiz dafür, dass das Anwesen aus zwei älteren Gebäuden zusammengefügt wurde. Geschützt nach §§ 2 (Gebäude) DSchG |                          |
| Weitere Bilder | Wohnhaus | Kettengasse 22 (Karte)                         | 1421                      | Zweigeschossiges verputztes Fachwerkhaus in Ecklage, Sockel massiv aus Hausteinen, Erdgeschoss und Obergeschoss mit Ausnahme der Rückseite massiv, zur Kettengasse Rundbogen-Kellertor, Fachwerkgiebel mit Vorstoß und zwei gekoppelten Fenstern, teilweise Verblattungen, Satteldach mit Krüppelwalm auf der Ostseite, 1421 (d), im 19./20. Jahrhundert Außenwände teilweise massiv ersetzt. Geschützt nach §§ 2 (Gebäude) DSchG |                          |
| Weitere Bilder | Wohn- und Geschäftshaus, Gasthof Turmschenke                                                                                       | Kirchgasse 2 (Karte)                           | 1853, 1564 (Keller)       | Dreigeschossiges Gasthaus in Ecklage, repräsentative Fassadengestaltung massiv aus Werksteinen, abgeschrägte Ecke mit Eingang und Balkon, Erdgeschoss mit Segmentbogenfenstern, Wappenstein (1564) an Ostseite, erstes Obergeschoss mit Fensterverdachungen und vertieften Brüstungen, Stockwerks- und Fenstergurt, Klötzchenfries an der Traufe, Satteldach, 1853 von einem Kaufmann erbaut, Keller wohl von 1564, 2001 umfassende Sanierung; erhaltenswert ist die dazugehörige Doppelscheune an der Kirchgasse, Erdgeschoss massiv und verputzt, Obergeschoss Fachwerk, jeweils rechteckige Toreinfahrten, Satteldach, um 1800, ab 1853 als Magazin genutzt. Geschützt nach §§ 2 (Gebäude) DSchG |                          |
| Weitere Bilder | Wohnhaus | Kirchgasse 3 (Karte)                           | 1898/99                   | Zweigeschossiges Wohnhaus, massiv und verputzt, Stockwerksgurt, Giebelverdachung der Eingangstür mit Kugelbekrönung, Traufe mit Steinkonsolenfries, Staffelgiebel zu Nummer 5, Satteldach, 1898/99 anstelle der 1873 abgebrannten Vorgängerbauten mit dem angrenzenden Anwesen Nummer 5 errichtet (Teil der Sachgesamtheit „Gasthof zum Rößle“); rückwärtig Reste der Stadtmauer und des Zwingergrabens, Anfang 13. Jahrhundert. Das 1873 großteils abgebrannte Areal des Gasthofes Rößle war 1898 von einem Bierbrauer erworben und mit neuer Baulinie zur Kirchgasse bebaut worden. Geschützt nach §§ 2 (Gebäude) DSchG |                          |
| Weitere Bilder | Wohnhaus | Kirchgasse 4 (Karte)                           | 18. Jahrhundert           | Dreigeschossiges Fachwerkhaus in Ecklage, Erdgeschoss massiv, Nordseite verputzt, Ostseite Quadersteine mit zwei Eingängen und ehemaligem Schaufenster, konstruktives Fachwerk mit umlaufenden Vorstößen, Mansarddach mit Halbwalm nach Norden, 18. Jahrhundert, 1977 Freilegung des Fachwerkes, Instandsetzung des Fassaden, Dachdeckung, 1993 Sanierung und Umbauten im Innern. Vermutlich hatte man im 19. Jahrhundert ein Ladengeschäft eingebaut und dazu die traufseitige Fassade im Erdgeschoss neu gestaltet. Geschützt nach §§ 28 (Gebäude) DSchG |                          |
| Weitere Bilder | Wohnhaus | Kirchgasse 5 (Karte)                           | 1898/99                   | Zweigeschossiges Wohnhaus, massiv und verputzt, teils gekoppelte Fenster und Stockwerksgurt, Giebelverdachung der Eingangstür mit Kugelbekrönung, Traufe mit Steinkonsolenfries, Staffelgiebel zu Nummer 3, Satteldach, mit Nr. 3 1898/99 anstelle der 1873 abgebrannten Vorgängerbauten errichtet (Teil der Sachgesamtheit „Gasthof zum Rößle“); dazugehörig Inschriftentafel und Gewölbekeller in der rückwärtigen Scheune (erhaltenswert, 1929–80 Kino), zudem Reste des Zwingergrabens und der Stadtmauer sowie eventuell der Stadterweiterungsmauer, Anfang 13. und 16. Jahrhundert. Die Inschriftentafel weist auf den Ausgangspunkt des Brandes von 1873 in der rückwärtigen Scheune hin. Geschützt nach §§ 2 (Gebäude) DSchG |                          |
| Weitere Bilder | „Diakonatshaus“, Wohnhaus mit Vorbau über Durchfahrt                                                                               | Kirchgasse 6 (Karte)                           |                           | Zweigeschossiges verputztes Fachwerkhaus in Hanglage, Erdgeschoss und Hanguntergeschoss massiv, Kelleranlage in baulichem Zusammenhang mit dem Keller unter Kirchgasse 8, Traufgesims, Halbwalmdach, im Kern 1. Hälfte 16. Jahrhundert; dazugehörig auf der Westseite zweigeschossiger Anbau mit rundbogigem Hoftor, massiv und verputzt, Satteldach, 1844 neu errichtet; erhaltenswert ist die Scheune auf der Südseite des Hofes, massiv aus Hausteinen, Satteldach, Wiederaufbau nach Brand im Jahr 1895. Der Unterfirstständer und verblattete Kopfbänder weisen auf das hohe Baualter des Gebäudes hin. Nach älteren Akten handelt es sich um das „Diaconatshaus“ des Speyerschen St. Guido-Stiftes; es wurde nach 1814 an Privat verkauft. Geschützt nach §§ 2 (Gebäude) DSchG |                          |
|                | Wohnhaus mit Betsaal | Kirchgasse 7 (Karte)                           | 1874                      | Zweigeschossiges Wohnhaus, massiv und verputzt, zwei Gewölbekeller vom Vorgängerbau, Ecklisenen und Stockwerksgurt, in nördlicher Erdgeschosszone hohe Rund- und Spitzbogenöffnungen mit verzahnten Sandsteinumrahmungen, Satteldach mit Stehgauben und Zwerchhaus, dieses mit spitzbogigem Fenster in der Giebelspitze und bekrönendem Kreuz, 1874 anstelle des 1873 abgebrannten evangelischen Pfarrhauses errichtet, 1903 Verkauf an die Evangelische Gemeinschaft, Einbau eines Betsaales, Dachausbau mit neugotischem Zierelementen, 1995 Sanierung der Fassade, Umbauten; rückwärtig Reste des Zwingergrabens und der Stadtmauer, Anfang 13. Jahrhundert. Geschützt nach §§ 2 (Gebäude) DSchG | BW                       |
| Weitere Bilder | Keller | Kirchgasse 8 (Karte)                           |                           | Zweigeschossige Kelleranlage, mehrere Gewölbekeller im Untergeschoss und darüber Balkenkeller im Hanggeschoss, in baulichem Zusammenhang mit der Kelleranlage unter Kirchgasse 6; erhaltenswert ist das dazugehöriges zweigeschossige Haus, verputzt und wohl massiv, Giebel eventuell Fachwerk, Stockwerksgurt, profiliertes Gesims an der Traufe, 18./19. Jahrhundert. Das Anwesen wird auch als St. Josefshaus bezeichnet. Geschützt nach §§ 2 (Bauteil) DSchG |                          |
|                | Gewölbekeller | Kirchgasse 9 (Karte)                           | 1873                      | Zwei quergewölbte Keller unter dem Wohnhaus, vom 1873 abgebrannten Vorgängerbau stammend, einer davon gehörte wohl zum ehemaligen Pfarrhaus; erhaltenswert ist das Gehöft darüber, zweigeschossiges Wohnhaus, massiv und verputzt, Sockel und Ecklisenen aus Quadersteinen, Stockwerksgurt, Traufe mit Konsolenfries, Satteldach; Scheune massiv aus Bruchsteinen, zwei Toreinfahrten, vorkragendes Satteldach; seitlich Nebengebäude mit Pultdach; Hofmauer; alle Gebäude nach Brand 1873 neu errichtet (Bezeichnung über Toreinfahrt); Kulturdenkmal gem. § 2 DSchG sind die rückwärtig erhaltenen Reste der Stadtmauer und des Zwingergrabens, Anfang 13. Jahrhundert. Geschützt nach §§ 2 (Bauteil) DSchG | BW                       |
| Weitere Bilder | Katholische Stadtpfarrkirche Unsere Liebe Frau (Altstädter Marienkirche) - Teil einer Sachgesamtheit                               | Kirchgasse 12 (Karte)                          | um 1200                   | Lang- und Querhaus massiv verputzt mit Satteldach, Westgiebel mit Paradiesvorbau aus Hausteinen, quadratischer Chorturm mit oktogonalem Aufsatz aus Hausteinen, hohes Zeltdach mit vier Flankentürmchen, quadratischer Unterteil des Turmes um 1200 mit Fresken von 1300/1320, Langhaus, Paradiesvorbau und oktogonaler Teil des Turmes 1435/45, 1806/07 Erweiterung am Chor für den katholischen Teil, nach 1881 Abriss des Anbaues, 1890/91 durchgreifende Renovierung mit Neuausmalung und Umbau, 1951/58 Renovierungen, 1969–74 neues Querhaus, 1985 neue Bedachung des Paradiesvorbaues wohl nach historischem Vorbild, 1990 Vorplatzgestaltung, 1994 Restaurierung des Chores (Sachgesamtheit mit Kirchgasse 14 und 16 sowie Kirchhof mit Mauer). Die im Wesentlichen gotische Kirche mit romanischem Kern und neuem Querhaus hat auf dem höchsten Punkt der Altstadt einen hohen dokumentarischen Wert für die Stadt- und Kirchengeschichte Eppingens sowie hohen städtebaulichen Wert als zentrale vertikale Dominante in der Stadtsilhouette. Geschützt nach §§ 28 (Gebäude) DSchG                                            |                          |
|                | Kirchhof mit Stützmauer (Teil einer Sachgesamtheit)                                                                                | Kirchgasse 12 (zu) Flstnr. 1/2 und 1/3 (Karte) | vor 16. Jahrhundert       | Freifläche um die Pfarrkirche Unsere Liebe Frau, östlich des Querhauses überwiegend Grünfläche mit schmiedeeisernen Grabkreuzen, westlich des Querhauses großteils befestigte Freiflächen, mit Stütz- bzw.- Kirchhofmauer im Südosten, Osten und Nordosten, am Nordosteck Zugang über Treppe, ursprünglich und wohl bis Anfang des 16. Jahrhunderts als Friedhof genutzt, einst mit drei Zugängen, in Kriegszeiten vorübergehend wieder als Friedhof dienend, im 18. Jahrhundert teils von dem reformierten und teils von dem katholischen Pfarrer als Garten genutzt, 1990 Neugestaltung des Vorplatzes (Teil der Sachgesamtheit mit der Kirche Kirchgasse 12 und den Anwesen Kirchgasse 14 sowie 16). Geschützt nach §§ 2 (Freifläche) DSchG |                          |
| Weitere Bilder | Wohn- und Geschäftshaus | Kirchgasse 13 (Karte)                          | um 1450                   | Dreigeschossiges Fachwerkhaus in Ecklage, Erdgeschoss massiv und großteils verputzt mit Eckquaderung, Ladeneinbau, Eingang mit Oberlicht, kleine rechteckige Einfahrt, rechteckiger Eingang wohl zum Keller, Fachwerk mit einem Vorstoß zum Obergeschoss auf Giebelseite und mit Knaggen auf östlicher Traufseite, teils mit Verblattungen, im Giebel ehemalige Aufzugsluke, Kastenfenster, Satteldach mit Schleppgauben, um 1450, Erdgeschoss wohl Anfang des 19. Jahrhunderts großteils massiv ersetzt, 1962/68 Freilegung des Fachwerkes und Instandsetzung, 1984 Außenrenovierung. 1886 gehörte das Anwesen einem Handelsmann. Geschützt nach §§ 28 (Gebäude) DSchG |                          |
| Weitere Bilder | Reformiertes Schulhaus, Wohnhaus, Pfarrhaus                                                                                        | Kirchgasse 14 (Karte)                          | 1809/10                   | Zweigeschossiges Haus in Ecklage am Kirchhof, zur Kirchgasse hohes Untergeschoss massiv aus Quadersteinen, zwei Eingänge jeweils mit Oberlicht, Erdgeschoss massiv und verputzt mit hohen Fenstern, Obergeschoss und Giebel heute freigelegtes konstruktives Fachwerk, Satteldach mit Krüppelwalm, 1809/10 als Schulhaus mit zwei Lehrerwohnungen erbaut, 1973/79 Sanierung, 2005 Umnutzung zum Pfarrhaus mit Fassadensanierung und Umbau im Inneren (Sachgesamtheit mit Nr. 12 und Nr. 16). Das Schulhaus wurde zur Erweiterung der Schule in der ehemaligen Katharinenkapelle (siehe Kirchgasse 16) am Nordwestrand des Kirchhofes erbaut. 1882 wurde das Haus privatisiert und von 1922 bis 1952 als Zigarrenfabrik genutzt. Das repräsentative Haus markiert den nordwestlichen Eckpunkt des alten Kirchhofes und bildet zusammen mit Kirche und der Katharinenkapelle einen Innenhof aus. Als Beispiel eines von der reformierten Gemeinde erbauten Schulhauses hat das Anwesen dokumentarischen Wert für die Kirchen- und Schulge- schichte Eppingens. Geschützt nach §§ 28 (Gebäude) DSchG                                      |                          |
| Weitere Bilder | Katharinenkapelle, Schulhaus der Reformierten, städtischer Kindergarten, Wohnhaus mit Versammlungsraum (Teil einer Sachgesamtheit) | Kirchgasse 16 (Karte)                          | 15. Jahrhundert           | Ehemalige Kapelle in gemischter Bauweise, zur Kirchgasse hohes Untergeschoss massiv aus Hausteinen mit vorgesetztem Rundbogen-Kellertor, darüber Mittelrisalit mit Zwerchhaus, an den Ecken Strebepfeiler, bis ins Obergeschoss reichende Eckquaderungen, Erdgeschoss massiv und verputzt, im Inneren gewölbter und bemalter Kapellenraum, Obergeschoss großteils unverputztes Fachwerk, giebelseitige Anbauten teils in Fachwerk, Halbwalmdach, 15. Jahrhundert, 1584 Verkauf an die Stadt, Nutzung als Schulhaus, 1806 Abriss des Ostchores für Kirchenerweiterung, 1882 bis 1973 Kinderschule, 1954 Instandsetzung (Kriegsschäden), 1979 privatisiert, 1989 umfassende Sanierung, 1993 Dachsanierung, 2003 Außenmalerei Totentanz (Sachgesamtheit mit Kirchgasse 12, 14 und Kirchhof). Als ehemalige und heute teilweise wieder als Versammlungsraum genutzte Kapelle sowie als einstiges Schulhaus mit bis in das Mittelalter zurückreichenden Baudetails hat der Bau am Nordrand des Kirchhofes hohen dokumentarischen Wert für die Kirchen- und Schulgeschichte Eppingens. Geschützt nach §§ 28 (Gebäude) DSchG                  |                          |
| Weitere Bilder | Wohn- und Geschäftshaus | Kirchgasse 17 (Karte)                          | 17./18. Jahrhundert       | Dreigeschossiges Fachwerkhaus in Ecklage, Erdgeschoss massiv und verputzt mit Ladeneinbau im Westteil und Eckquaderung im Ostteil, erstes Obergeschoss im Westteil ebenfalls massiv und verputzt, konstruktives Fachwerk auf der östlichen Traufseite zum ersten Obergeschoss vorkragend, Mansardhalbwalmdach, 17./18. Jahrhundert, 1959/60 Freilegung des Fachwerkes, 1969/70 Renovierung, Abbruch der Scheune und Erweiterungsbau auf der Nordseite, 1974 Dach- und Fassadeninstandsetzung. Dem Knick in der Fassade und der unterschiedlichen Fachwerkkonstruktion entsprechend besteht das Haus offenbar aus zwei Teilen, die wohl im 18. Jahrhundert mit einem gemeinsamen Dach zusammengefasst wurden. Geschützt nach §§ 28 (Gebäude) DSchG |                          |
|                | Keller | Kirchgasse 19 (Karte)                          | 16. Jahrhundert           | Tiefliegende Kelleranlage unter dem Wohnhaus Kirchgasse 19 mit altem Abgang, 16. Jahrhundert; erhaltenswert ist das Wohnhaus darüber, dreigeschossiges Fachwerkhaus, Erd- und Obergeschoss massiv und zur Kirchgasse verputzt, rückwärtig aus Hausteinen, zweites Obergeschoss und Giebel in Fachwerk, zur Kirchgasse wiederum verputzt, rückwärtig unverputzt, Satteldach, Anbau auf der Westseite zur Kirchgasse mit abgeschlepptem Dach, im Kern 16. Jahrhundert, zur Kirchgasse nach 1945 teilweiser Wiederaufbau nach Kriegsschaden, 1988 Instandsetzung und Dachausbau mit Gauben; erhaltenswert sind auch die kleinen Nebengebäude auf der Westseite des Hofes. Geschützt nach §§ 2 (Bauteil) DSchG | BW                       |
| Weitere Bilder | Wohnhaus | Kirchgasse 21 (Karte)                          | 2. Hälfte 15. Jahrhundert | Dreigeschossiges Fachwerkhaus, hoher Sockel aus Hausteinen, Gewölbekeller, Erdgeschoss massiv und verputzt, zur Kirchgasse Giebelseite und erstes Obergeschoss massiv und verputzt, traufseitig teils verblattetes Fachwerk mit Vorstoß, zur Kirchgasse flaches Satteldach, rückwärtig steiles Satteldach mit Krüppelwalm, im Kern 2. Hälfte 15. Jahrhundert, Dachbereich im Vorderteil nach Kriegsschaden 1945 erneuert, 1962 Freilegung des Fachwerkes, 1978 Fassadeninstandsetzung und weitere Fachwerkfreilegung; erhaltenswert ist die dazugehörige Scheune, Sockelzone massiv aus Bruchsteinen, sonst verbrettert, Satteldach, 19. Jahrhundert. Geschützt nach §§ 28 (Gebäude) DSchG |                          |
| Weitere Bilder | „Schwebegiebelhaus“, Wohnhaus | Kirchgasse 22 (Karte)                          |                           | Dreigeschossiges Fachwerkhaus, Erdgeschoss zur Straße massiv aus Hausteinen, westliche Traufseite komplett verputzt, in der östlichen Traufwand bis zum zweiten Geschoss reichende starke Mauer integriert, verblattetes, konstruktives Fachwerk mit Vorstößen teilweise über profilierten Knaggen und Schwebegiebel, Satteldach, im Kern 2. Hälfte 15. Jahrhundert, 1963/64 Freilegung des Fachwerkes und Instandsetzung, 1978 Erneuerung der Fenster, 1988 Dach- und Fassadensanierung; erhaltenswert ist das dazugehörige Nebengebäude, massiv aus Hausteinen, Satteldach, 19. Jahrhundert. Durch den Abbruch kriegsbeschädigter Anwesen entstand östlich angrenzend eine Baulücke. Die im Haus integrierte Mauer könnte auf eine ältere Kirchhofmauer oder gar auf die Befestigung des Marktortes vor der Stadterhebung deuten. Das spätmittelalterliche Haus mit der ungewöhnlichen Mauer und dem seltenen Schwebegiebel hat hohen dokumentarischen Wert für die anspruchsvolle Bauweise in der 2. Hälfte des 15. Jahrhunderts im Umfeld der Stadtkirche. Geschützt nach §§ 28 (Gebäude) DSchG                                    |                          |
| Weitere Bilder | Hofanlage (Leiningensche Schlössle)                                                                                                | Kirchgasse 25 (Karte)                          | um 1700                   | Dreigeschossiges Fachwerkhaus, Erdgeschoss massiv und an der Giebelseite verputzt mit rechteckiger, mittiger Durchfahrt, kleineres rechteckiges Tor auf der Westseite, Traufseiten im Erdgeschoss unverputzte Hausteine, ab dem ersten Obergeschoss konstruktives Fachwerk mit Vorstößen, Satteldach mit Krüppelwalm, um 1700; Kulturdenkmale gem. § 2 DSchG sind die Nebengebäude: Stallscheune, massiv aus Hausteinen mit hohem Hanguntergeschoss, Gewölbekeller, Konsolensteine an der Traufe (rückwärtig), Satteldach, um 1800, Keller vom Vorgängerbau; Zwischenbau zum Wohnhaus, Pultdach, 19. Jahrhundert; 1978 Instandsetzung, 1986/87 Ausbesserung des Fachwerkes längsseits und Fachwerkrenovierung des Wohnhauses, 1995 Reparaturen an Putz und Fachwerk, Neuanstrich. Die Hofanlage wurde offenbar anstelle eines Adelssitzes erbaut. Geschützt nach §§ 28 (Gebäude) DSchG |                          |
| Weitere Bilder | Hofanlage | Kirchgasse 30 (Karte)                          | 17./18. Jahrhundert       | Zweigeschossiges Fachwerkhaus, Erdgeschoss massiv aus Quadersteinen, außen angesetzter Schornstein, Fachwerk mit Vorstoß, im Giebel gekoppeltes Fenster, Satteldach, 17./18. Jahrhundert, 1978 Freilegung des Fachwerkes, 1988 Fassadenrenovierung, 1998 neuer Farbanstrich; dazugehörig Stallscheune, massiv aus Hausteinen, Gewölbekeller, Satteldach, am Kellerabgang 1769 bezeichnet. Geschützt nach §§ 2 (Gebäude) DSchG |                          |
| Weitere Bilder | „Baumann’sches Haus“, Hotel und Gaststätte St. Georg                                                                               | Kirchgasse 31 (Karte)                          | 1582                      | Dreigeschossiges Fachwerkhaus in Ecklage, Erdgeschoss massiv aus Quadersteinen mit abgeschrägter Ecke, gekehlte Tür- und Fenstergewände, im Untergeschoss Rundbogen-Kellertor, aufwändiges Zierfachwerk mit umlaufenden Vorstößen, Profilierungen, Konsolen und Schnitzereien, gruppierte Fensteranordnung als Spiegel der inneren Raumaufteilung, Satteldach, 1582 (außen) und 1583 (innen) bezeichnet, 1913 teils rekonstruierend saniert, 1953/55 Instandsetzung mit Neuanstrich, 1980/81 umfassende Sanierung, 2006 Fassadeninstandsetzung. Das von einem Metzger und Viehhändler erbaute Anwesen wurde im 19. Jahrhundert von mehreren Bauernfamilien bewohnt und um 1900 als Postamt („Alte Post“) genutzt. 1913 von der Stadt aufgekauft, diente es von 1934 bis 1945 als Jugendherberge. 1979/80 wurde es privatisiert (Hotel „Wilde Rose“). Das seit Ende des 19. Jahrhunderts geschätzte Fachwerkhaus der Renaissance hat hohen dokumentarischen Wert als eines der repräsentativsten Bürgerhäuser seiner Zeit. Die Sanierung 1913 schrieb in der praktischen Denkmalpflege Geschichte. Geschützt nach §§ 28 (Gebäude) DSchG |                          |
| Weitere Bilder | Wohnhaus mit Scheunenteil | Kirchgasse 32 (Karte)                          | 1695                      | Zweigeschossiges Fachwerkhaus in Ecklage, Erdgeschoss massiv und verputzt mit Eckquaderung, konstruktives Fachwerk ohne Vorstöße, Satteldach, rückwärtig mit einem Knick angebaute Stallscheune, Erdgeschoss massiv und verputzt mit rechteckiger Toreinfahrt, Obergeschoss Fachwerk, Satteldach nach Westen mit Halbwalm, 17. Jahrhundert, 1974 Freilegung des Fachwerkes, 1991 Erneuerung des Anstriches. Älteren Unterlagen zufolge soll das Haus 1695 errichtet worden sein. Geschützt nach §§ 2 (Gebäude) DSchG |                          |
|                | Weinberghäuschen | Kleingartacher Landstraße 2                    | 1787                      | Quadratisches Bauwerk mit Werksteinpilatstern und Zeltdach |                          |
| Weitere Bilder | Alte Synagoge | Küfergasse 2 (Karte)                           | 1731                      | Dreigeschossiges Fachwerkgebäude mit massivem Erd- und Untergeschoss, Mikwe im Keller, barockem Türgewände und großem Hochzeitsstein. Bis zum Bau der neuen Synagoge 1873 als Gotteshaus genutzt, danach Wohnhaus in Privatbesitz |                          |

#### L
| Bild           | Bezeichnung                       | Lage                          | Datierung | Beschreibung | ID |
| -------------- | --------------------------------- | ----------------------------- | --------- | --- | -- |
| Weitere Bilder | Fachwerkhaus                      | Leiergasse 5 (Karte)          | 17. Jh.   | Dreigeschossiges Wohnhaus mit zweigeschossigem Giebel, Überbauung der Stadtmauer                                                                                              |    |
| Weitere Bilder | Fachwerkhaus                      | Leiergasse 7 (Karte)          | 18. Jh.   | Zweigeschossiges Wohnhaus mit zweigeschossigem Giebel |    |
| Weitere Bilder | Fachwerkscheune                   | Leiergasse 7a (Karte)         | 18. Jh.   | Hohes massives Gebäude mit zweigeschossigem Fachwerkgiebel |    |
| Weitere Bilder | Fachwerkhaus                      | Leiergasse 8 (Karte)          | 17. Jh.   | Zweigeschossiges Wohnhaus mit massivem Erdgeschoss und zweigeschossigem Giebel                                                                                                |    |
| Weitere Bilder | Fachwerkhaus                      | Leiergasse 9 (Karte)          | 16. Jh.   | Zweigeschossiges Wohnhaus mit massivem Erdgeschoss und vorkragendem dreigeschossigem Giebel                                                                                   |    |
| Weitere Bilder | Fachwerkhaus                      | Leiergasse 15 (Karte)         | 17. Jh.   | Zweigeschossiges Wohnhaus mit massivem Erdgeschoss und zweigeschossigem Giebel                                                                                                |    |
| Weitere Bilder | Fachwerkhaus                      | Leiergasse 15a (Karte)        | 17. Jh.   | angebaut an Nr. 15 |    |
| Weitere Bilder | Fachwerkhaus                      | Leiergasse 19 (Karte)         | 1755      | Zweigeschossiges Wohnhaus mit massivem Erdgeschoss und zweigeschossigem Giebel, Überbauung der Stadtmauer                                                                     |    |
| Weitere Bilder | Fachwerkscheune                   | Leiergasse 19a (Karte)        | 1755      | Zweigeschossiges Gebäude mit massivem Erdgeschoss und zweigeschossigem Giebel, Überbauung der Stadtmauer                                                                      |    |
| Weitere Bilder | Fachwerkscheune                   | Leiergasse 22 (Karte)         | 1706      | Zweigeschossiges Gebäude mit massivem Erdgeschoss und zweigeschossigem Giebel                                                                                                 |    |
| Weitere Bilder | Magazingebäude                    | Leiergasse 24 (Karte)         | 19. Jh.   | Hinterhaus von Brettener Straße 43, dreigeschossiges Gebäude mit zweigeschossigem Giebel, stadtbildprägend                                                                    |    |
|                | Fachwerkhaus                      | Leiergasse 26 (Karte)         | 17. Jh.   | Zweigeschossiges Wohnhaus mit zweigeschossigem Giebel | BW |
| Weitere Bilder | Altes Spital, Armenhaus, Wohnhaus | Linsenviertel 3 (Karte)       |           | Geschützt nach §§ 28 (Gebäude) DSchG |    |
| Weitere Bilder | Wohnhaus                          | Linsenviertel 17 (Karte)      |           | Geschützt nach §§ 28 (Gebäude) DSchG |    |
| Weitere Bilder | Wohnstallhaus                     | Linsenviertel 18 (Karte)      |           | Geschützt nach §§ 2 (Gebäude) DSchG |    |
| Weitere Bilder | Nebengebäude                      | Lohgasse 10 (Karte)           |           | |    |
| Weitere Bilder | Scheune mit Wohnteil              | Lohgasse 12 (Karte)           | 1803      | Verputztes zweigeschossiges Gebäude mit dreigeschossigem Giebel und Stadtmauerrest                                                                                            |    |
| Weitere Bilder | Sudhaustüre                       | Ludwig-Zorn-Straße 2 (Karte)  |           | ehemalige Kirchentüre von 1806 des Nordschiffs der Altstädter Kirche an der Ostseite des Palmbräu-Sudhauses                                                                   |    |
| Weitere Bilder | Villa R. Zorn                     | Ludwig-Zorn-Straße 4 (Karte)  | 1914      | Zweigeschossiges Jugendstilgebäude mit halbgewalmten Mansarddach, Balkon und Erker, Palmbräu-Direktorenvilla                                                                  |    |
| Weitere Bilder | Alte Sparkasse                    | Ludwig-Zorn-Straße 6 (Karte)  | 1875      | Zweigeschossiges Wohn- und Geschäftshaus, Putzbau im Stil des Klassizismus |    |
| Weitere Bilder | Ehemaliges Katholisches Pfarrhaus | Ludwig-Zorn-Straße 9 (Karte)  | 1874      | Zweigeschossiges Werksteingebäude mit Hoftor. Die Denkmalliste von 1985 nennt noch ein Marienstandbild um 1800 beim Gebäude.                                                  |    |
|                | Altes Notariat                    | Ludwig-Zorn-Straße 14 (Karte) | 1908      | Wohnhaus mit Walmdach, Mittelrisalit und säulengetragener Terrasse über dem Eingang                                                                                           | BW |
| Weitere Bilder | Alte Gewerbeschule                | Ludwig-Zorn-Straße 16 (Karte) | 1909/10   | Zweigeschossiges Gebäude mit mehrfach gegliederter Fassade und zwei Zwerchhäusern nach Süden, bedeckt von einem Walmdach, Erdgeschoss aus Sandstein, Obergeschoss aus Ziegeln |    |

#### M
| Bild           | Bezeichnung                              | Lage                    | Datierung | Beschreibung | ID |
| -------------- | ---------------------------------------- | ----------------------- | --------- | --- | -- |
| Weitere Bilder | Altes Rathaus, Notariat und Grundbuchamt | Marktplatz 1 (Karte)    | 1823/24   | Erbaut nach Plänen von Karl August Schwarz im Stil des Klassizismus als dreigeschossiger Massivbau, alte Adresse: Brettener Straße 1 Geschützt nach §§ 28 (Gebäude) DSchG |    |
| Weitere Bilder | Fachwerkhaus                             | Matzgergasse 1 (Karte)  | 1601      | Dreigeschossiges Handwerker- und Wohnhaus mit massivem Erdgeschoss, vorkragendem Fachwerkaufbau und Haustüre aus der Zeit des Biedermeier, ehemalige Judenschule          |    |
| Weitere Bilder | Fachwerkscheune                          | Metzgergasse 3 (Karte)  | 17. Jh.   | Zweigeschossiges Bauwerk mit massivem Sockelgeschoss |    |
|                | Werksteintürrahmen                       | Metzgergasse 6          |           | am Adler-Schlachthaus, Überrest eines Vorgängerbauwerks aus dem 18. Jahrhundert                                                                                           |    |
|                | Fachwerkhaus                             | Metzgergasse 7a (Karte) | 1715      | Zweigeschossiges Gebäude mit massivem Erdgeschoss und zweigeschossigem Giebel                                                                                             | BW |
|                | Scheune                                  | Metzgergasse 8 (Karte)  |           | Zweigeschossiges Gebäude mit massivem Erdgeschoss und zweigeschossigem Giebel                                                                                             |    |
|                | Untere Mühle                             | Mühlweg 9 (Karte)       | 1795      | Zweigeschossiges massives Mehrfamilienhaus mit Walmdach, erbaut als städtische Mühle am Zusammenfluss von Hilsbach und Elsenz                                             |    |

#### O
| Bild           | Bezeichnung         | Lage                   | Datierung | Beschreibung | ID |
| -------------- | ------------------- | ---------------------- | --------- | --- | -- |
|                | Schutzhütte         | Oldenburger Hohl 1     | 1870      | Eingeschossiges rechteckiges Sandsteingebäude Geschützt nach § 2 DSchG                                              |    |
| Weitere Bilder | Fachwerkscheune     | Ölgasse 2 (Karte)      | 17. Jh.   | Dreigeschossiges Gebäude, zum Wohn- und Geschäftshaus umgebaut                                                      |    |
| Weitere Bilder | Ottilienbergkapelle | Ottilienberg 1 (Karte) | 1473      | Ruine einer gotischen Wallfahrtskapelle, 1954 in vereinfachten Formen wiederaufgebaut Geschützt nach §§ 2, 28 DSchG |    |

#### R
| Bild           | Bezeichnung                         | Lage                                | Datierung | Beschreibung                                                                                                 | ID |
| -------------- | ----------------------------------- | ----------------------------------- | --------- | --- | -- |
| Weitere Bilder | Wohn- und Geschäftshaus, Eiscafé    | Rappenauer Straße 1 (Karte)         |           | Geschützt nach §§ 28 (Gebäude) DSchG                                                                         |    |
| Weitere Bilder | Gasthof zum Rößle                   | Rappenauer Straße 2 (Karte)         |           | Geschützt nach §§ 2 (Gebäude) DSchG                                                                          |    |
| Weitere Bilder | Wohn- und Geschäftshaus             | Rappenauer Straße 4 (Karte)         |           | Geschützt nach §§ 2 (Gebäude) DSchG                                                                          |    |
|                | Oberes Tor, Wohn- und Geschäftshaus | Rappenauer Straße 4a (Karte)        |           | | BW |
| Weitere Bilder | Doppelgehöft                        | Rappenauer Straße 8 und 8/1 (Karte) |           | Geschützt nach §§ 2 (Gebäude) DSchG                                                                          |    |
| Weitere Bilder | Gasthof zur Palme                   | Rappenauer Straße 10 (Karte)        |           | Geschützt nach §§ 2 (Gebäude) DSchG                                                                          |    |
| Weitere Bilder | Wohnhaus                            | Rappenauer Straße 12 (Karte)        |           | Geschützt nach §§ 2 (Gebäude) DSchG                                                                          |    |
|                | Wohn- und Geschäftshaus             | Rappenauer Straße 16 (Karte)        |           | Geschützt nach §§ 2 (Gebäude) DSchG                                                                          | BW |
| Weitere Bilder | Hofanlage                           | Rappenauer Straße 20 (Karte)        |           | Geschützt nach §§ 2 (Gebäude) DSchG                                                                          |    |
| Weitere Bilder | Hofanlage                           | Rappenauer Straße 22 (Karte)        |           | Geschützt nach §§ 2 (Gebäude) DSchG                                                                          |    |
|                | Villa Greif                         | Rappenauer Straße 35 (Karte)        | 1880      | Zweigeschossiges massives Wohnhaus mit Krüppelwalmdach, einst von parkartigem Garten umgeben                 |    |
|                | Modellhaus                          | Rappenauer Straße 42 (Karte)        | 1873      | Zweigeschossiges Bauernhaus mit Segmentbogendurchfahrt, einziges Bauernhaus mit Werksteinfassade in Eppingen |    |
|                | Modellhaus                          | Rappenauer Straße 43 (Karte)        | 1798      | Zweigeschossiges Gebäude mit Segmentbogendurchfahrt, geschnitzte Biedermeier-Haustüre                        |    |
|                | Modellhaus                          | Rappenauer Straße 45 (Karte)        | 1798      | Bauernhaus mit massivem Erdgeschoss und Rundbogendurchfahrt, mit Inschriftentafel                            |    |

#### S
| Bild           | Bezeichnung                                    | Lage                            | Datierung | Beschreibung | ID |
| -------------- | ---------------------------------------------- | ------------------------------- | --------- | --- | -- |
| Weitere Bilder | Landinsches Haus, Wohn- und Geschäftshaus      | St. Petersgasse 1 (Karte)       |           | Geschützt nach §§ 28 (Gebäude) DSchG |    |
| Weitere Bilder | Wohn- und Geschäftshaus                        | St. Petersgasse 1/1 (Karte)     |           | Geschützt nach §§ 2 (Gebäude) DSchG |    |
| Weitere Bilder | Wohn- und Geschäftshaus mit ehemaliger Scheune | St. Petersgasse 2, 2/1 (Karte)  |           | Geschützt nach §§ 2 (Gebäude) DSchG |    |
| Weitere Bilder | Wohn- und Geschäftshaus                        | St. Petersgasse 3 (Karte)       |           | Geschützt nach §§ 28 (Gebäude) DSchG |    |
| Weitere Bilder | Doppelhaus                                     | St. Petersgasse 5 und 7 (Karte) |           | Geschützt nach §§ 28 (Gebäude) DSchG |    |
| Weitere Bilder | Wohn- und Geschäftshaus                        | St. Petersgasse 6 (Karte)       |           | Geschützt nach §§ 28 (Gebäude) DSchG |    |
| Weitere Bilder | Wohn- und Geschäftshaus                        | St. Petersgasse 8 (Karte)       |           | Geschützt nach §§ 28 (Gebäude) DSchG |    |
| Weitere Bilder | Wohnhaus (Frankeburg)                          | Steingasse 4 (Karte)            |           | Geschützt nach §§ 2 (Gebäude) DSchG |    |
|                | Steinbrücke                                    | Sulzfelder Weg 20               |           | ehemals größte Feldwegbrücke im Kraichgau, Sandsteingewölbe mit abgerundeter beidseitiger Quaderbrüstung, inzwischen abgerissen                     |    |
| Weitere Bilder | Raußmühle                                      | Sulzfelder Weg 40 (Karte)       | 1765      | erstmals erwähnt 1334, Freistehender Dreiseithof, zweigeschossiges teils in Fachwerk gearbeitetes Wohnhaus mit zweigeschossigem Giebel datiert 1765 |    |

#### T
| Bild           | Bezeichnung                | Lage                   | Datierung | Beschreibung             | ID |
| -------------- | -------------------------- | ---------------------- | --------- | ------------------------ | -- |
|                | Mühlengehöft, sog. Ölmühle | Tullastraße 26 (Karte) |           | Geschützt nach § 2 DSchG | BW |
| Weitere Bilder | Mühlengehöft, Raußmühle    | Tullastraße 40 (Karte) |           | Geschützt nach § 2 DSchG |    |

#### W
| Bild           | Bezeichnung             | Lage                      | Datierung | Beschreibung | ID |
| -------------- | ----------------------- | ------------------------- | --------- | --- | -- |
|                | Alter Friedhof          | Waldstraße 2 (Karte)      |           | Teile der Friedhofsmauer stammen aus dem 16. Jahrhundert, ein Inschriftenstein datiert die Mauer auf 1586. Auf dem Friedhof befinden sich zahlreiche orts- oder kunstgeschichtlich bedeutsame Grabdenkmäler. |    |
|                | Gerätehäuschen          | Waldstraße 2 (Karte)      | um 1900   | erbaut auf dem Friedhofsgelände, mit Zeltdach |    |
| Weitere Bilder | Israelitischer Friedhof | Weinbrennerstraße (Karte) |           | angelegt 1818/19, ummauert, mit zahlreichen historischen Grabdenkmalen |    |
|                | Feuerwehrhaus           | Wilhelmstraße 18 (Karte)  | 1859      | erbaut als Amtsgefängnis, dreigeschossiger Werksteinbau mit Walmdach und backsteingewölbten Innenräumen, heute auf mehreren Seiten von modernen Anbauten umgeben                                             | BW |

#### Z
| Bild           | Bezeichnung                                        | Lage                     | Datierung | Beschreibung                         | ID |
| -------------- | -------------------------------------------------- | ------------------------ | --------- | ------------------------------------ | -- |
| Weitere Bilder | Bauteile des so genannten Anwaltshauses (Wohnhaus) | Zunfthausgasse 1 (Karte) |           | Geschützt nach §§ 2 (Bauteile) DSchG |    |
| Weitere Bilder | ehem. Ratsschänke                                  | Zunfthausgasse 2 (Karte) |           | Geschützt nach § 28 DSchG            |    |

## Kleingartach
| Bild | Bezeichnung | Lage                                    | Datierung | Beschreibung | ID |
| ---- | ----------- | --------------------------------------- | --------- | ------------ | -- |
|      | Alte Schule | Kleingartach, Zabergäustraße 23 (Karte) |           | [ 2 ]        | BW |

## Mühlbach
| Bild           | Bezeichnung       | Lage                             | Datierung | Beschreibung             | ID |
| -------------- | ----------------- | -------------------------------- | --------- | ------------------------ | -- |
|                | Grundschule       | Mühlbach, Hauptstraße 11 (Karte) |           | [ 2 ]                    | BW |
| Weitere Bilder | Rathaus           | Mühlbach, Hauptstraße 9 (Karte)  |           | [ 2 ]                    |    |
|                | Alte Schule       | Mühlbach, Ostendgasse 2 (Karte)  |           | [ 2 ]                    | BW |
|                | Gefallenendenkmal | Mühlbach, Steinbruchweg          |           | Geschützt nach § 2 DSchG |    |

## Richen
| Bild | Bezeichnung      | Lage                               | Datierung | Beschreibung    | ID |
| ---- | ---------------- | ---------------------------------- | --------- | --------------- | -- |
|      | Alte Schule      | Richen, Gemminger Straße 7 (Karte) |           | [ 2 ]           |    |
|      | Alte Schule      | Richen, Am Schanzgraben 5 (Karte)  |           | [ 2 ]           |    |
|      | Erinnerungsstein | Richen, K2052                      |           | Sandsteinplatte |    |

## Rohrbach am Gießhübel
| Bild           | Bezeichnung                                                               | Lage                                                 | Datierung | Beschreibung                  | ID |
| -------------- | ------------------------------------------------------------------------- | ---------------------------------------------------- | --------- | ----------------------------- | -- |
| Weitere Bilder | Johannes-Nepomuk-Kapelle                                                  | Rohrbach am Gießhübel, Elsenzer Landstraße           |           | Geschützt nach § 2 DSchG      |    |
|                | Armeseelen-Kreuz                                                          | Rohrbach am Gießhübel, Herrenäcker                   |           | Geschützt nach § 2 DSchG      |    |
|                | Wegkreuz                                                                  | Rohrbach am Gießhübel, Landshauser Landstraße        |           | Geschützt nach § 2 DSchG      |    |
|                | Nische mit Josef-Figur                                                    | Rohrbach am Gießhübel, Mönchbergstraße 18            | 1907      | Geschützt nach § 2 DSchG      |    |
|                | Nische mit Antonius-Figur                                                 | Rohrbach am Gießhübel, Mönchbergstraße 23            | 1928      | Geschützt nach § 2 DSchG      |    |
|                | Nische mit Herz-Jesu-Figur                                                | Rohrbach am Gießhübel, Mönchbergstraße 24            | 1896      | Geschützt nach § 2 DSchG      |    |
| Weitere Bilder | Ehem. Schloss samt Zehntscheuer und Zufahrt, Garten, Hof und Wassergraben | Rohrbach am Gießhübel, Schlossberg 8 (Karte)         |           | Geschützt nach §§ 2, 12 DSchG |    |
|                | Grundschule Rohrbach                                                      | Rohrbach am Gießhübel, Schulpfad 1 (Karte)           |           | Geschützt nach § 2 DSchG      |    |
|                | Pfarrbüro                                                                 | Rohrbach am Gießhübel, St.-Valentin-Straße 4 (Karte) |           | Geschützt nach § 2 DSchG      | BW |
|                | Pfarrhof                                                                  | Rohrbach am Gießhübel, St.-Valentin-Straße 5 (Karte) |           | Geschützt nach § 2 DSchG      | BW |
| Weitere Bilder | Kath. Pfarrkirche St. Valentin                                            | Rohrbach am Gießhübel, St.-Valentin-Straße 8 (Karte) |           | Geschützt nach § 12 DSchG     |    |
|                | Wegkreuz                                                                  | Rohrbach am Gießhübel, Staigberg                     |           | Geschützt nach § 2 DSchG      |    |
|                | Schneider-Lenzen-Kreuz                                                    | Rohrbach am Gießhübel, Zitterich                     |           | Geschützt nach § 2 DSchG      |    |
|                | Nische mit Herz-Jesu-Figur                                                | Rohrbach am Gießhübel, Zur Waldhohl 3                |           | Geschützt nach § 2 DSchG      |    |
| Weitere Bilder | Marienkapelle                                                             | Rohrbach am Gießhübel, Zur Waldhohl 15 (Karte)       |           | Geschützt nach § 2 DSchG      |    |